# 二・二六事件
座標: 北緯35度39分51秒 東経139度41分49秒 / 北緯35.66417度 東経139.69694度

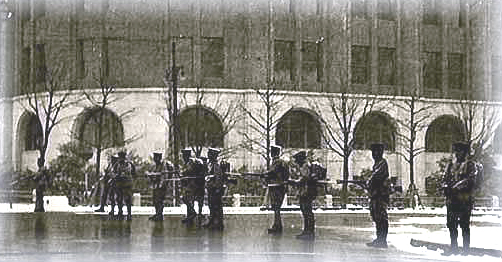
内務省庁舎前で歩哨線を張る叛乱軍兵士

叛乱部隊「安藤隊」旗

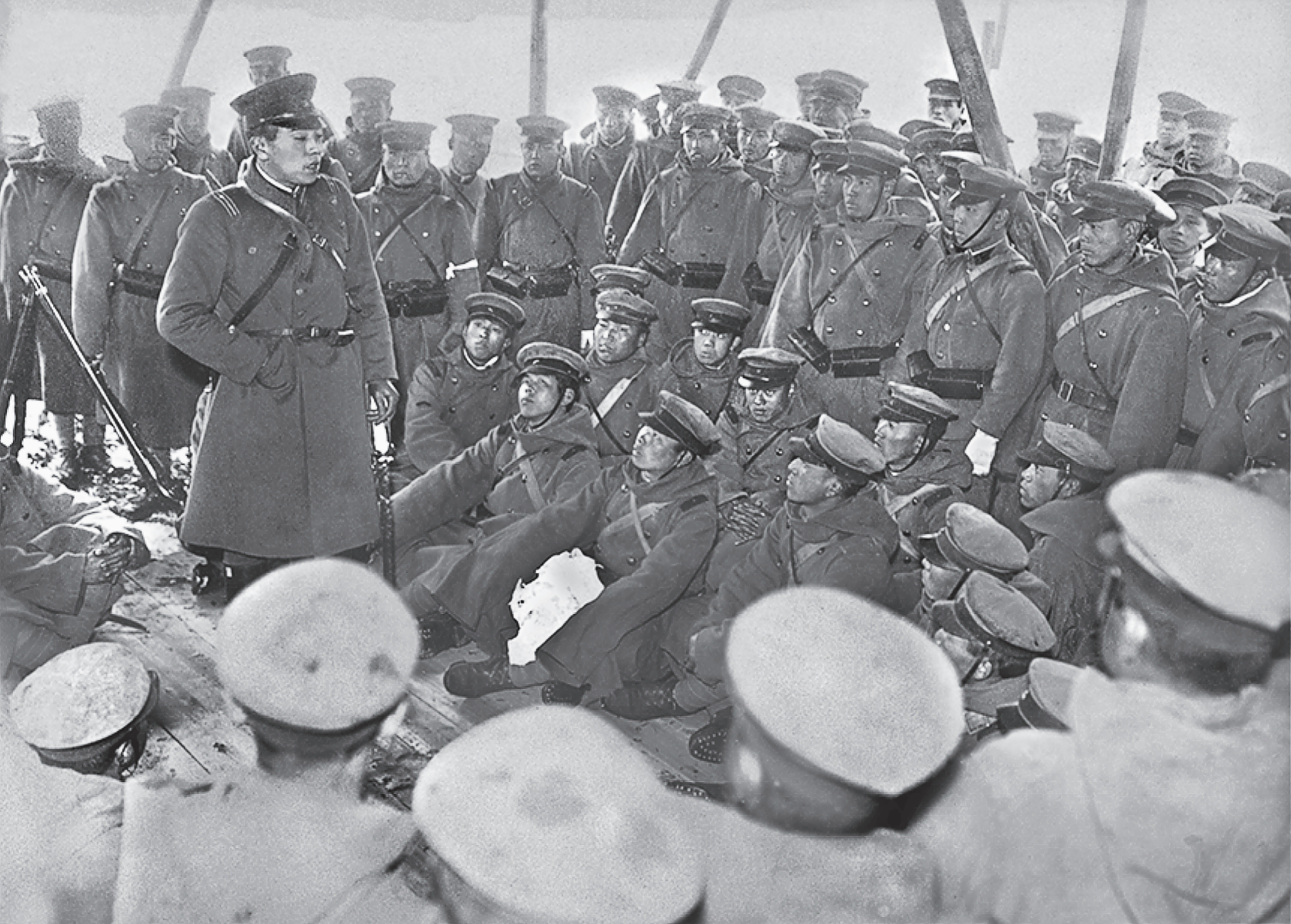
叛乱軍将兵。左手前は丹生誠忠陸軍歩兵中尉

二・二六事件（ににろくじけん、にいにいろくじけん）とは、1936年（昭和11年）2月26日から2月29日にかけて発生した日本のクーデター事件。
皇道派の影響を受けた陸軍青年将校らが1,483名の下士官･兵を率いて蜂起し、政府要人を襲撃するとともに永田町や霞ヶ関などの一帯を占拠したが、昭和天皇は激怒し、最終的に青年将校達は下士官兵を原隊に帰還させ、自決した一部を除いて投降したことで収束した。この事件の結果、岡田内閣が総辞職し、後継の広田内閣（廣田内閣）が思想犯保護観察法を成立させた。

## 概要
昭和初期から、陸軍では統制派と皇道派の思想が対立し、また、海軍では艦隊派と条約派が対立していた（派閥については後述）。統制派の中心人物であった永田鉄山らは、1926年（大正15年/昭和元年）には第1次若槻内閣下で、諸国の国家総動員法の研究を行っていた永田鉄山は当時は陸軍歩兵中佐であった。のちに首相となる東條英機も統制派である。
一方、その後の犬養内閣は、荒木貞夫陸軍大将兼陸軍大臣や教育総監真崎甚三郎陸軍大将、陸軍軍人兼貴族院議員の菊池武夫を中心とする、ソビエト連邦との対立を志向する皇道派を優遇した。皇道派の青年将校（20歳代の隊附の大尉、中尉、少尉達）のうちには、彼らが政治腐敗や農村困窮の要因と考えている元老重臣を殺害すれば天皇親政が実現し諸々の政治問題が解決すると考え、「昭和維新、尊皇斬奸」などの標語を掲げる者もあった。
しかし、満州事変に続く五・一五事件ののち、斎藤内閣は青年将校らの運動を「脅しが効く存在」として暗に利用する一方、官僚的・立法的な手続により軍拡と総力戦を目指す統制派（ソ連攻撃を回避する南進政策）を優遇した。行政においても、1934年には司法省がナチス法を喧伝しはじめ、帝国弁護士会がワシントン海軍軍縮条約脱退支持の声明を行い、陸軍大臣には統制派の林銑十郎陸軍大将が就任し、皇道派を排除しはじめた。1935年7月、皇道派の重鎮である真崎が辞職勧告を受けるに至っては、陸軍省内で陸軍中佐相沢三郎による「相沢事件」が発生し、当時は陸軍軍務局長となっていた統制派主導者の永田鉄山が死亡した。岡田内閣や林ら陸軍首脳らはこれに対し、皇道派将校が多く所属する第一師団の満州派遣を決定する。
皇道派の青年将校たちは、その満州派遣の前、1936年（昭和11年）2月26日未明、部下の下士官兵1483名を引き連れて決起した。決起将校らは歩兵第1連隊、歩兵第3連隊、近衛歩兵第3連隊、野戦重砲兵第7連隊等の部隊中の一部を指揮して、岡田啓介内閣総理大臣、鈴木貫太郎侍従長、斎藤実内大臣、高橋是清大蔵大臣、渡辺錠太郎教育総監、牧野伸顕前・内大臣を襲撃、首相官邸、警視庁、内務大臣官邸、陸軍省、参謀本部、陸軍大臣官邸、東京朝日新聞を占拠した。元首相兼海軍軍人斎藤実は殺害されたが後継の岡田啓介首相は無傷であった。
さらに将校らは、林銑十郎ら陸軍首脳を通じ、昭和天皇に「昭和維新の実現」を訴えたが、天皇は激怒してこれを拒否。自ら「近衛師団を率いて鎮圧するも辞さず」との意向を示す。これを受けて、事件勃発当初は青年将校たちに対し否定的でもなかった陸軍首脳部も、彼らを「反乱軍」として武力鎮圧することを決定し、包囲して投降を呼びかけることとなった。
叛乱将校たちは下士官兵を原隊に帰還させ、一部は自決したが、大半の将校は投降して法廷闘争を図った。しかし彼らの考えが斟酌されることはなく廣田内閣の陸軍大臣寺内寿一の下、一審制裁判により、事件の首謀者ならびに将校たちの思想基盤を啓蒙した民間思想家の北一輝らが銃殺刑に処された。これをもってクーデターを目指す勢力は陸軍内から一掃された。
事件後しばらくは「不祥事件（ふしょうじけん）」「帝都不祥事件（ていとふしょうじけん）」とも呼ばれていた。算用数字で226事件、2・26事件とも書かれる。

## 主な関係者

### 反乱軍

#### 首謀者

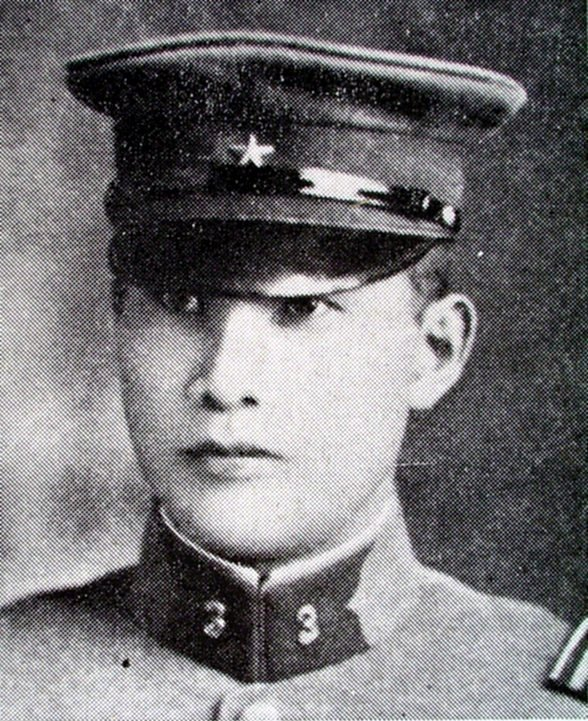
野中四郎陸軍歩兵大尉
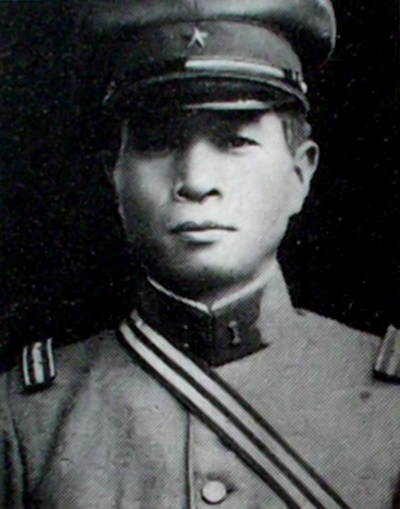
香田清貞陸軍歩兵大尉
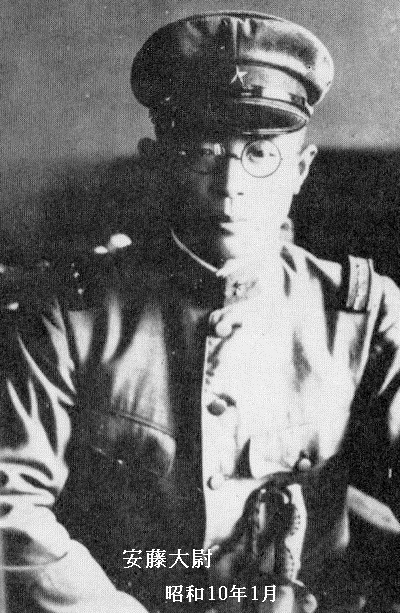
安藤輝三陸軍歩兵大尉
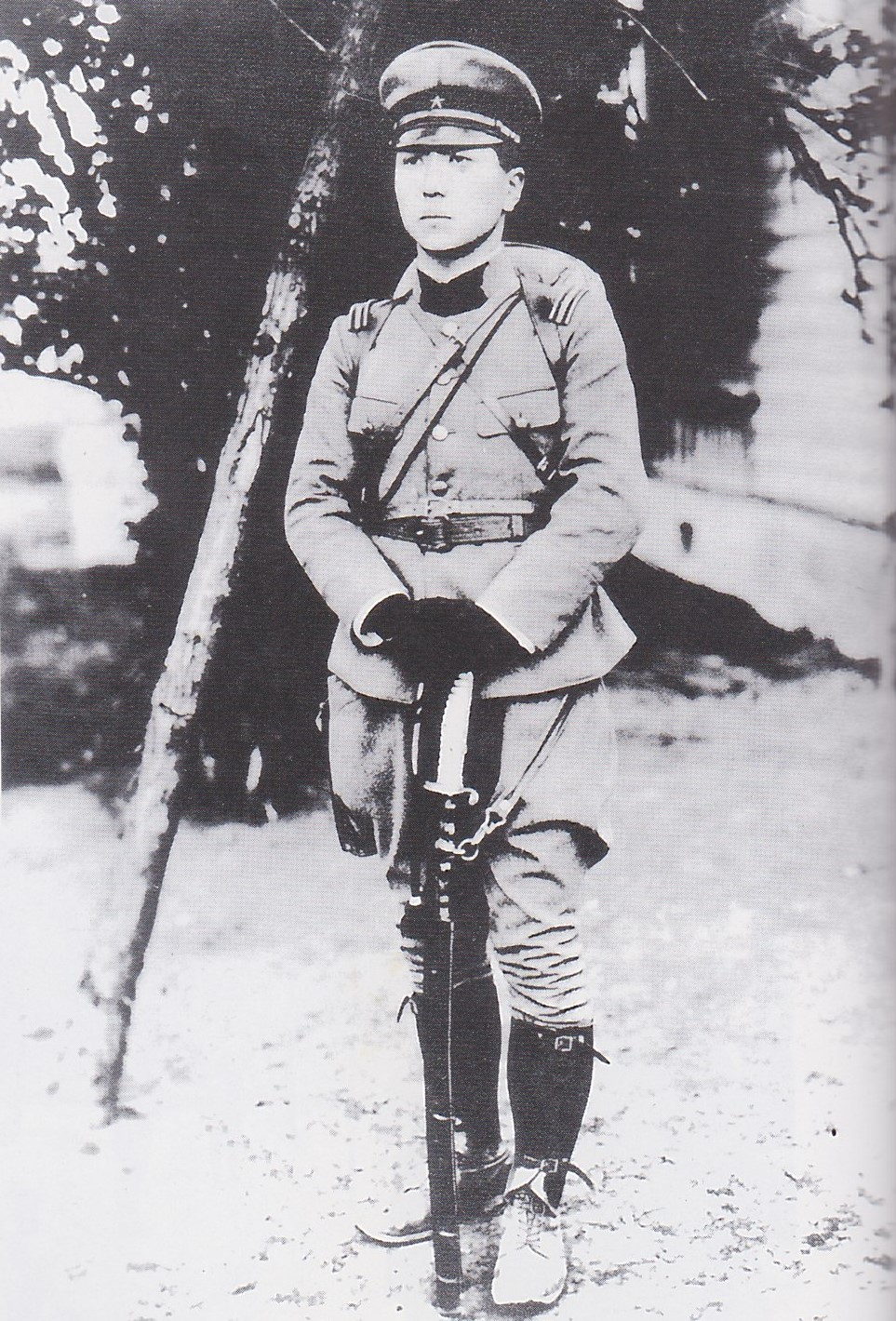
栗原安秀陸軍歩兵中尉
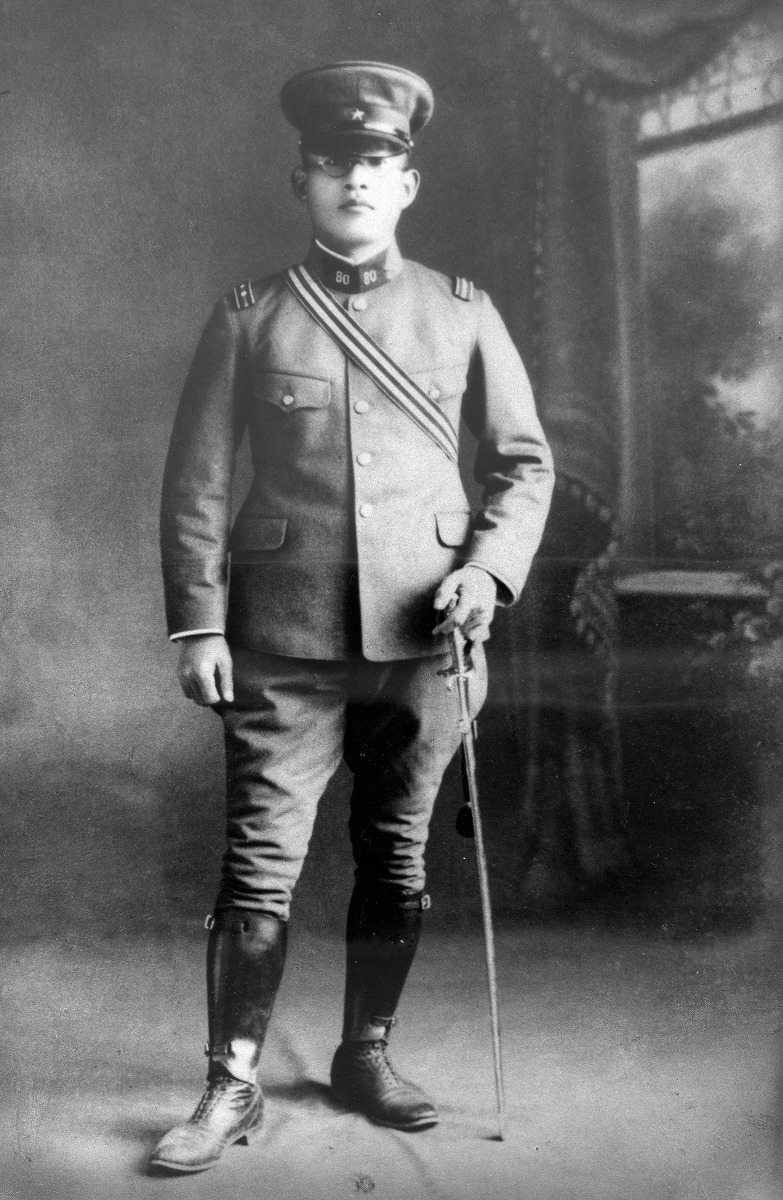
磯部浅一元陸軍一等主計

- 野中四郎（陸軍歩兵大尉・歩兵第3連隊第7中隊長）
- 香田清貞（陸軍歩兵大尉・歩兵第1旅団副官）
- 安藤輝三（陸軍歩兵大尉・歩兵第3連隊第6中隊長）
- 河野壽（陸軍航空兵大尉・所沢陸軍飛行学校操縦学生）
- 栗原安秀（陸軍歩兵中尉・歩兵第1連隊附）
- 村中孝次（元陸軍歩兵大尉）
- 磯部浅一（元陸軍一等主計）

#### 参加者（群衆指揮等）

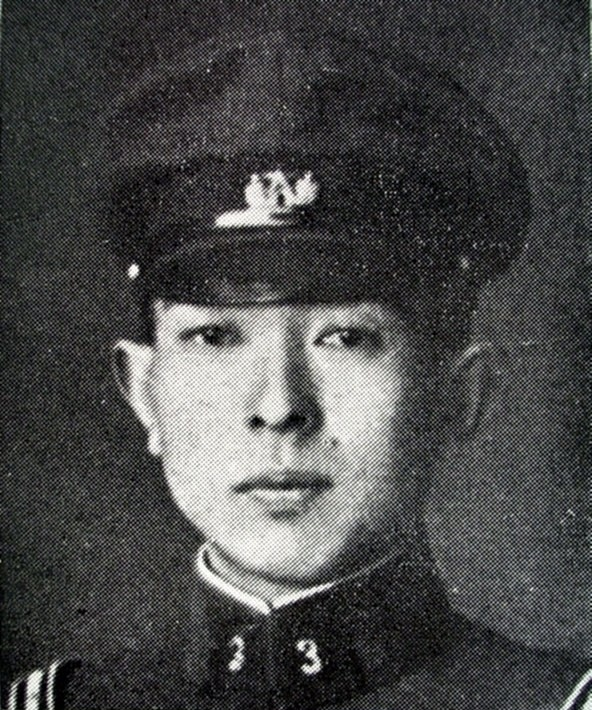
中橋基明陸軍歩兵中尉
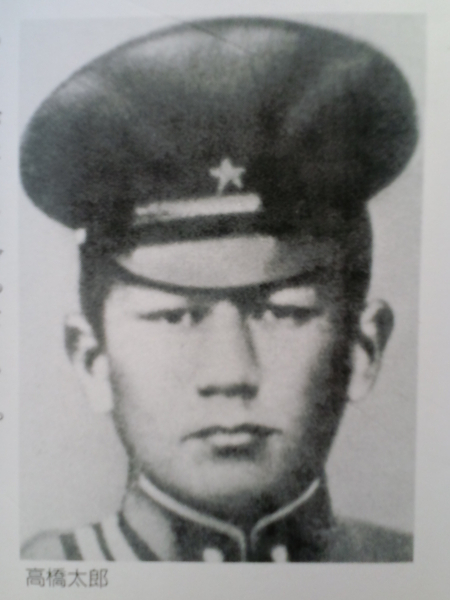
高橋太郎陸軍歩兵少尉

- 竹嶌継夫（陸軍歩兵中尉・豊橋陸軍教導学校附）
- 対馬勝雄（陸軍歩兵中尉・豊橋陸軍教導学校附）
- 中橋基明（陸軍歩兵中尉・近衛歩兵第3連隊附）
- 丹生誠忠（陸軍歩兵中尉・歩兵第1連隊附）
- 坂井直（陸軍歩兵中尉・歩兵第3連隊附）
- 田中勝（陸軍砲兵中尉・野戦重砲兵第7連隊附）
- 安田優（陸軍砲兵少尉・陸軍砲工学校学生（野砲兵第7連隊附））
- 中島莞爾（陸軍工兵少尉・鉄道第2連隊附）
- 高橋太郎（陸軍歩兵少尉・歩兵第3連隊）
- 林八郎（陸軍歩兵少尉・歩兵第1連隊）
- 渋川善助（思想家、元士官候補生）

他

### 被害者

#### 死亡
- 松尾伝蔵（内閣嘱託、内閣総理大臣秘書官事務取扱・陸軍歩兵大佐）
- 高橋是清（大蔵大臣、元内閣総理大臣）
- 斎藤実（内大臣、元内閣総理大臣）
- 渡辺錠太郎（教育総監・陸軍大将）
- 警察官5名

#### 重傷
- 鈴木貫太郎（侍従長・海軍大将）
- 他警察官など負傷者数名

#### 他
- 岡田啓介（内閣総理大臣・海軍大将） - 殺害対象であり首相官邸を襲撃されるが、襲撃グループが松尾伝蔵を岡田と誤認・殺害したことで難を逃れた。

## 背景

### 陸軍高級幹部の派閥争い：皇道派と統制派

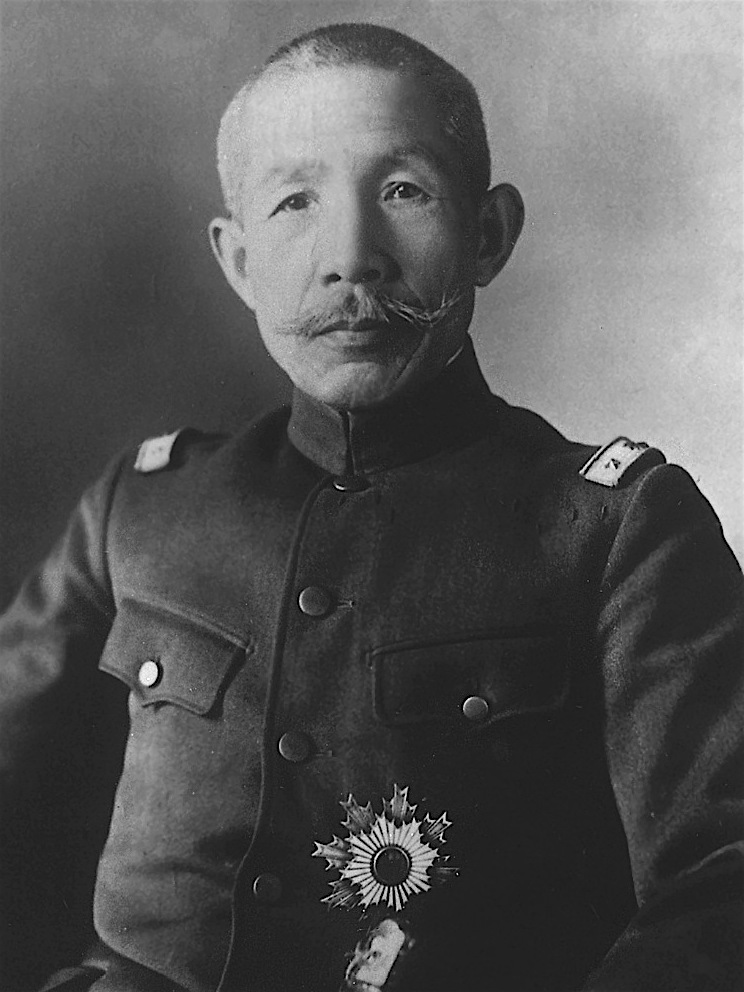
皇道派のリーダー荒木貞夫

大日本帝国陸軍の高級将校の間では、明治時代の藩閥争いを源流とする、派閥争いの歴史があった。1930年代初期までに、陸軍の高級幹部たちは主に2つの非公式なグループに分かれていた。一つは荒木貞夫大将とその盟友真崎甚三郎大将を中心とする皇道派、もう一つは、永田鉄山少将を中心とする統制派であった。
皇道派は天皇を中心とする日本文化を重んじ、物質より精神を重視、無論、反共産党主義であり、ソビエト連邦を攻撃する必要性を主張していた(北進論)。
統制派は、当時のドイツ参謀本部の思想、ならびに第一次世界大戦からの影響が濃く、中央集権化した経済・軍事計画（総力戦理論）、技術の近代化・機械化を重視、中国への拡大を支持していた(南進論)。
荒木大将の陸軍大臣在任中は、皇道派が陸軍の主流派となり、多くの重要な参謀ポストを占めたが、彼らは荒木の辞任後に統制派の将校たちに交替された。

### 青年将校の政治化
陸軍将校は、教育歴が陸軍士官学校（陸士）止まりの者と、陸軍大学校（陸大）へ進んだ者たちの間で人事上のコースが分けられていた。陸大出身者は将校団の中でエリートグループを作り、陸軍省、参謀本部、教育総監部の中央機関を中心に勤務する。一方で、陸大を出ていない将校たちは慣例上、参謀への昇進の道を断たれており、主に実施部隊の隊付将校として勤務した。エリートコースから外れたこれらの隊付将校の多くが、高度に政治化された若手グループ（しばしば「青年将校」と呼ばれるが、警察や憲兵隊からは「一部将校」と呼ばれる）を作るようになっていった。
隊付将校が政治的な思想を持つに至った背景の一つには、当時の農村・漁村の窮状がある。隊付将校は、徴兵によって農村漁村から入営してくる兵たちと直に接する立場であるがゆえに、その実家の窮状を知り、憂国の念を抱いた。
たとえば、二・二六事件に参加した高橋太郎(事件当時少尉)の事件後の獄中手記に、高橋が歩兵第3連隊で第一中隊の初年兵教育係であったときを回想するくだりがある。高橋が初年兵身上調査の面談で家庭事情を聞くと、兵が「姉は…」といって口をつぐみ、下を向いて涙を浮かべる。高橋は、兵の姉が身売りされたことを察して、それ以上は聞かず、初年兵調査でこのような情景が繰り返されることに暗然として嘆息する。高橋は「食うや食わずの家族を後に、国防の第一線に命を致すつわもの、その心中は如何ばかりか。この心情に泣く人幾人かある。この人々に注ぐ涙があったならば、国家の現状をこのままにはして置けない筈だ。殊に為政の重職に立つ人は」と書き残している。
また、1933年（昭和8年）11月に偕行社(陸軍の将校クラブ)で皇道派・統制派の両派の中心人物が集まって会談した際、統制派の武藤章らが「青年将校は勝手に政治運動をするな。お前らの考えている国家の改造や革新は、自分たちが省部の中心になってやっていくからやめろ」と主張した際、青年将校たちはこう反駁した。「あなた方陸大出身のエリートには農山村漁村の本当の苦しみは判らない。それは自分たち、兵隊と日夜訓練している者だけに判るのだ」。
こうした農村漁村の窮状に対する憂国の念が、革命的な国家社会主義者北一輝の「君側の奸」思想の影響を受けていった。北が著した『日本改造法案大綱』は「君側の奸」の思想の下、君側の奸を倒して天皇を中心とする国家改造案を示したものだが、この本は昭和維新を夢見る青年将校たちの聖典だった。『日本改造法案大綱』の「昭和維新」「尊皇討奸」の影響を受けた安藤輝三、野中四郎、香田清貞、栗原安秀、中橋基明、丹生誠忠、磯部浅一、村中孝次らを中心とする尉官クラスの青年将校は、上下一貫・左右一体を合言葉に、政治家と財閥系大企業との癒着をはじめとする政治腐敗や、大恐慌から続く深刻な不況等の現状を打破して、特権階級を排除した天皇政治の実現を図る必要性を声高に叫んでいた。
青年将校たちは、日本が直面する多くの問題は、日本が本来あるべき国体から外れた結果だと考えた（「国体」とは、おおよそ天皇と国家の関係のあり方を意味する）。農村地域で広範にわたる貧困をもたらしている原因は、「特権階級」が人々を搾取し、天皇を欺いて権力を奪っているためであり、それが日本を弱体化させていると考えた。彼らの考えでは、その解決策は70年前の明治維新をモデルにした「昭和維新」を行う事であった。すなわち青年将校たちが決起して「君側の奸」を倒すことで、再び天皇を中心とする政治に立ち返らせる。その後、天皇陛下が、西洋的な考え方と、人々を搾取する特権階層を一掃し、国家の繁栄を回復させるだろうという考え方である。これらの信念は当時の国粋主義者たち、特に北一輝の政治思想の影響を強く受けていた。
緩やかにつながった青年将校グループは大小さまざまであったが、東京圏の将校たちを中心に正式な会員が約100名ほどいたと推定されている。その非公式のリーダーは西田税であった。
元陸軍少尉で北一輝の門弟であった西田は、1920年代後半から急増した民間の国粋主義的な団体の著名なメンバーとなっていった。彼は軍内の派閥を「国体原理派」と呼んだ。1931年（昭和6年）の三月事件と十月事件に続いて、当時の政治的テロの大部分に少なくともある程度は関与したが、陸軍と海軍のメンバーは分裂し、民間の国粋主義者たちとの関係を清算した。
皇道派と国体原理派の関係の正確な性質は複雑である。この二派は同じグループとされたり、より大きなグループを構成する２つのグループとして扱われることも多い。しかし、当時のメンバーたちの証言や書き残されたものによると、この二派は現実に別個のグループであって、それらが互恵的な同盟関係にあったことが分かる。皇道派は国体原理派を隠蔽しつつ、彼らにアクセスを提供する見返りとして、急進的な将校たちを抑えるための手段として国体原理派を利用していた。

#### 資金源
国体原理派に属する人数は比較的少数ではあったが、同派がもたらした政治的テロの威力は大きかった。参謀たちや皇族の中にも理解者がおり、中でも特筆すべきは、天皇の弟（1933年までは皇位継承者）で、西田や他の国体原理派リーダーたちの友人であった秩父宮雍仁親王であった。また、国体原理派はかなり反資本主義的であったにもかかわらず、我が身を守りたい財閥から資金を調達することに成功した。三井財閥は血盟団事件（1932年2月-3月）で総帥の團琢磨が暗殺されたのち、青年将校らの動向を探るために「支那関係費」の名目で半年ごとに1万円（平成25年の価値にして約7000万円）を北一輝に贈与していた。三井側としてはテロに対する保険の意味があったが、この金は二・二六事件までの北の生活費となり、西田税にもその一部が渡っていた。
2月22日、西田から蹶起の意思を知らされた北は「已むを得ざる者以外は成るべく多くの人を殺さないという方針を以てしないといけませんよ」と諭したという。
2月23日、栗原中尉は石原広一郎から蹶起資金として3000円受領した。
2月25日夕方、亀川哲也は村中孝次、西田税らと自宅で会合し、西田・村中の固辞を押し切り、弁当代と称して、久原房之助から受領していた5000円から、1500円を村中に渡した。

### 政治的テロ
二・二六事件に至るまでの数年は、軍による一連のテロ行為やクーデター未遂が頻発した時期であった。最も顕著なものは1932年（昭和7年）の五・一五事件で、この事件では若い海軍士官が犬養毅首相を暗殺した上に、各地を襲撃した。この事件は、将来クーデターを試みる際には、兵力を利用する必要があることを陸軍の青年士官たち（五・一五事件の計画を知ってはいたが関与しなかった）に認識させた点で重要である。
また、その前にあった三月事件や十月事件と同様、事件の加担者たちは比較的軽い禁錮15年以下の刑を受けただけであった。このことも、二・二六事件の動機の一つになったともいわれる。ただし五・一五事件は古賀清志海軍中尉らの独断によるテロであり、将校としての地位を利用したクーデターではない。

### 統制派による青年将校への抑圧
統制派のエリート幕僚たちは、第一次世界大戦の国家総力戦の教訓から、今後の戦争は、単に軍隊だけが行うものではなく国家の総力を傾注せねば勝てず、そのためには国家の全力を戦争に総動員する体制（総動員体制）が必要と考えた。したがって統制派の志向する国家改造とは、総力戦を可能にするために、軍部が国家の全般を指導できるようにするための国家体制の改造である。
この統制派の将校グループとしては、1918年（大正7年）頃から永田鉄山、小畑敏四郎、岡村寧次、東条英機による二葉会があり、1926年（昭和元年）頃からは陸軍の長州閥を打倒して、総力戦への体制を整えることの2点を大きな目標とした。
また、1927年（昭和2年）頃から、鈴木貞一を中心とする木曜会も形成され、満蒙問題の解決について議論していた。
二葉会と木曜会は、1929年（昭和4年）に統合され、一夕会と改称した。ここで掲げられた目標は、①人事の刷新。具体的には宇垣閥を追放し、一夕会メンバーを主要ポストに就かせること。②満蒙問題の解決。具体的には機を見て武力で占領すること、などであった。
また、これとは別に1930年（昭和5年）には、橋本欣五郎を中心とする陸大卒エリートが日本の軍事国家化と翼賛議会体制への国家改造を目指して桜会を結成した。桜会は、1931年（昭和6年）3月の三月事件、同年10月の十月事件と二度にわたってクーデター計画を立てたが、いずれも未遂に終わった。計画の段階では青年将校たちにも参加するよう誘っていたが、青年将校たちには橋本自身の権勢欲のためと映ったため、青年将校たちは反発を感じて参加しなかった。
青年将校たち自身もクーデターを含む構想を持っていながら、別のクーデター計画を立てた橋本一派を嫌悪する点は一見理解しづらいが、青年将校たちは自分たちが政権を担うつもりはなく、蹶起後の政権作りは民主的選挙に任せ、自分たちはクーデターが成功しても、腹を切って陛下の股肱を斬ったことを詫びるつもりであった。「失敗はもとより死、成功もまた死」という「純粋な動機」からなすべき維新であると考えていた。それに比べて橋本らの行動は単なる欧米風の政権奪取にすぎないと考えたのである。
三月事件、十月事件事件後、同年12月には荒木貞夫陸相に代わり、事件首謀者の橋本らは左遷された。青年将校らは橋本の計画に反対していたため、この処断を行った荒木陸相（皇道派）を支持した。一方、統制派はこの荒木陸相人事で重用されなかったため、一夕会（統制派）は1934年（昭和9年）になると荒木陸相に見切りをつけ、荒木陸相排除に動いて、林銑十郎が陸相に就任した。
林陸相の下で、永田鉄山が軍務局長に迎えられ、陸軍省新聞班の名で「国防の本義と其強化の提唱」（いわゆる「陸軍パンフレット」）が発表された。ここで示された統制派の目指す国家改造は軍部主導の総動員国家、統制国家を樹立する方向性であったが、国防のためにも国民全体の生活基盤の安定が必要との観点から、「国民の一部のみが経済上の利益特に不労所得を享有し、国民の大部が塗炭の苦しみを嘗め、延ては階級的対立を生ずる如き事実ありとせば一般国策上は勿論国防上の見地よりして看過し得ざる問題である」と論じ、「窮迫せる農村を救済せんが為めには、社会政策的対策は固より緊要であるが、（中略）経済機構の改善、人口問題の解決等根本的の対策を講ずることが必要」とした。これはまた「国家改造は陸軍省、参謀本部がやるから青年将校はおとなしくしておれ」というメッセージでもあった。
しかしながら、青年将校の考える国家改造とは、「君側の奸を倒して天皇中心の国家とする」ということであり、軍部中心の国家とすることを求めるものではなかった。統制派も青年将校も国家改造を求めてはいたが、両者は国家改造の方向性が異なるのである。このため、陸軍の中央幕僚（統制派）は、青年将校たちの動きを危険思想と判断し、長期に渡り憲兵に青年将校の動向を監視させていた。
また、永田鉄山は皇道派の追放と併せて、先に三月事件、十月事件の件で左遷された橋本欣五郎や長勇ら清軍派（旧桜会）メンバーの復活を図った。青年将校たちは統制派に対する不信感を更に強めた。クーデターを計画した橋本らを処断しないことは、軍紀を乱すばかりでなく、天皇に対する欺瞞であり不忠であり、その意味では統制派も「君側の奸」の一種と映ったからである（青年将校らは自らのクーデターで自らが処断されることは覚悟していた）。
中央幕僚らは目障りになってきた隊付青年将校に圧迫を加えるようになった。

#### 陸軍士官学校事件
1934年（昭和9年）11月、事件の芽をあらかじめ摘む形で陸軍士官学校事件(十一月事件)において、国体原理派の主要メンバーである村中孝次大尉と磯部浅一一等主計が、士官学校生徒らとともにクーデターを計画したとして逮捕された。村中と磯部は、そのようなクーデターについて議論したことは認めたが、それを実行するための具体的な計画をしたことについては否定した。1935年（昭和10年）2月7日、村中は片倉衷と辻政信を誣告罪で告訴したが、軍当局は黙殺した。事件を調査した軍法会議は、3月20日、証拠不十分で不起訴としたが、4月1日、村中と磯部は停職となった。4月2日、磯部が片倉、辻、塚本の三人を告訴したが、これも黙殺された。4月24日、村中は告訴の追加を提出したが、一切黙殺された。5月11日、村中は陸軍大臣と第一師団軍法会議あてに、上申書を提出し、磯部は5月8日と13日に、第一師団軍法会議に出頭して告訴理由を説明したが、当局は何の処置もとらなかった。二人は、事件は統制派による青年将校への攻撃であると確信し、7月11日、「粛軍に関する意見書」を陸軍の三長官と軍事参議官全員に郵送した。しかし、これも黙殺される気配があったので、500部ほど印刷して全軍に配布した。この中で、先の三月事件や十月事件に中央の幕僚たちが関与した事情を暴露した上で、これらの逆臣行動を隠蔽し、これに関与した中央幕僚らを処断しないことこそ、大元帥たる天皇陛下を欺瞞し奉る大不忠であると批判した。中央の幕僚らは激昂し、緊急に手配して回収を図った。8月2日、村中と磯部は免官となったが、理不尽な処分であった。これらのことによって青年将校の間で逆に陸軍上層部に対する不信感が生まれることになった。

### 真崎教育総監罷免
陸軍士官学校事件のあと、1935年（昭和10年）7月、皇道派将校として唯一、高官（教育総監）の地位に残っていた真崎甚三郎大将が罷免された。このことで皇道派と統制派との反目は度を深めた。青年将校たちはこの罷免に憤慨した。荒木大将が陸軍大臣であった頃でも、内閣の抵抗を克服できなかった荒木大将に対して幻滅していた経緯から、真崎大将が青年将校たちの唯一の希望となっていたからである。
また、真崎教育総監の罷免は統帥権干犯であるという批判もなされた。陸軍教育総監は陸軍三長官の一つに数えられ、これらの最高ポストの人事は、制度上は陸軍大臣が握っていたが、長い間の慣行で、陸軍三長官の合意により決められることになっていた。三長官会議で示された真崎の罷免案は、統制派による皇道派高官の一掃人事の一環であり、真崎はこの人事に承服しなかった。林陸軍大臣は真崎教育総監の承服を得ぬまま、天皇に上奏して許しを得た。こうした経緯で統制派は皇道派の真崎を教育総監の地位から追放した。このことが、教育総監は天皇が直接任命するポストであるのに、陸軍省の統制派が勝手に上奏して罷免するよう仕向けたのは、天皇の大権を犯す統帥権干犯であるとして批判された。村中と磯部は、罷免に関して永田を攻撃する新しい文書を発表し、西田も文書を発表した。

#### 相沢事件
1935年8月12日白昼に、国体原理派の一員であり、真崎大将の友人であった相沢三郎中佐が、報復として統制派の中心人物、永田鉄山陸軍省軍務局長を殺害する事件を起こした(相沢事件)。1936年1月下旬に始まった相沢の公判では、相沢と国体原理派の指導者たちが裁判官とも共謀して、彼らの主張を放送するための講演会のようにしてしまったため、報道は過熱した。マスコミにおける相沢の支持者たちは、相沢の「道徳と愛国心」を称賛し、相沢自身は「真の国体原理に基づいて軍と国家を改革しようとした純粋な武士」と見なされるようになっていった。

### 磯部と陸軍幹部の接触
二・二六事件の蹶起の前年から、磯部浅一らは軍上層部の反応を探るべく、数々の幹部に接触している。「十月ごろから内務大臣と総理大臣、または林前陸相か渡辺教育総監のいずれかを二人、自分ひとりで倒そうと思っていた」と磯部は事件後憲兵の尋問に答えている。
1935年（昭和10年）9月、磯部が川島義之陸軍大臣を訪問した際、川島は「現状を改造せねばいけない。改造には細部の案など初めは不必要だ。三つぐらいの根本方針をもって進めばよい、国体明徴はその最も重要なる一つだ」と語った。
1935年12月14日、磯部は小川三郎大尉を連れて、古荘幹郎陸軍次官、山下奉文軍事調査部長、真崎甚三郎軍事参議官を訪問した。山下奉文少将は「アア、何か起こったほうが早いよ」と言い、真崎甚三郎大将は「このままでおいたら血を見る。しかし俺がそれを言うと真崎が扇動していると言われる」と語った。
1936年（昭和11年）1月5日、磯部は川島陸軍大臣を官邸に訪問し、約3時間話した。「青年将校が種々国情を憂いている」と磯部が言うと、「青年将校の気持ちはよく判る」と川島は答えた。「何とかしてもらわねばならぬ」と磯部が追及しても、具体性のない川島の応答に対し、「そのようなことを言っていると今膝元から剣を持って起つものが出てしまう」と言うが、「そうかなあ、しかし我々の立場も汲んでくれ」と答えた。
1936年1月23日、磯部が浪人森伝とともに川島陸軍大臣と面会した際には渡辺教育総監に将校の不満が高まっており「このままでは必ず事がおこります」と伝えた。川島は格別の反応を見せなかったが、帰りにニコニコしながら一升瓶を手渡し「この酒は名前がいい。『雄叫（おたけび）』というのだ。一本あげよう。自重してやりたまえ。」と告げた。
1936年1月28日、磯部が真崎大将の元を訪れて、「統帥権問題に関して決死的な努力をしたい。相沢公判も始まることだから、閣下もご努力いただきたい。ついては、金がいるのですが都合していただきたい」と資金協力を要請すると、真崎は政治浪人森伝を通じての500円の提供を約束した。
磯部はこれらの反応から、陸軍上層部が蹶起に理解を示すと判断した。
1936年2月早々、安藤大尉が村中や磯部らの情報だけで判断しては事を誤ると提唱し、新井勲、坂井直などの将校15、6名を連れて山下の自宅を訪問した際、山下は、十一月事件に関しては「永田は小刀細工をやり過ぎる」「やはりあれは永田一派の策動で、軍全体としての意図ではない」と言い、一同は村中、磯部の見解の正しさを再認識した。

### 決起のきっかけ
青年将校らは主に東京衛戍の第1師団歩兵第1連隊、歩兵第3連隊および近衛師団近衛歩兵第3連隊に属していたが、第1師団の満州への派遣が内定したことから、彼らは「昭和維新」を妨げる意向とこれを受け取った。彼らは、自らの改革思想が国内で実現されないまま国外任務に追いやられることに強い不満を抱き、これを機に行動を起こすべきだと考えた。まず相沢事件の公判を有利に展開させて重臣、政界、財界、官界、軍閥の腐敗、醜状を天下に暴露し、これによって維新断行の機運を醸成すべきで、決行はそれからでも遅くはないという慎重論もあったが、第1師団が渡満する前に蹶起することになり、実行は1936年（昭和11年）2月26日未明と決められた。慎重論もあり、山口一太郎大尉や、民間人である北と西田は時期尚早であると主張したが、それら慎重論を唱える者を置き去りにするかたちで事件は起こされた。
安藤輝三大尉は第1師団の満洲行きが決まると、「この精兵を率いて最後のご奉公を北満の野に致したいと念願致し」、「渡満を楽しみにしておった次第であります」と述べ、また1935年（昭和10年）1月の中隊長への昇進の前には、当時の連隊長井出宣時大佐に対し「誓って直接行動は致しません」と約束し、蹶起に極めて消極的であった。栗原、磯部からの参加要請を断ったことを野中に叱責され、さらに野中に「相沢中佐の行動、最近一般の情勢などを考えると、今自分たちが国家のために起って犠牲にならなければ却って天誅がわれわれに降るだろう。自分は今週番中であるが今週中にやろうではないか」と言われ、ようやく2月22日になって決断した。
北一輝、西田税の思想的影響を受けた青年将校はそれほど多くなく、竹島中尉、高橋少尉、安田少尉など、新たな国家体制の確立よりは、とにかく自分たちは奸臣を斬れば良いのだという考えの者もいた。いわゆるおなじみの「皇道派」の青年将校の動きとは別に、相沢事件・公判を通じて結集した少尉級を野中四郎大尉が組織し、決起に向けて動きを開始したと見るべきであろう。2月20日に安藤大尉と話し合った西田は、安藤の苦衷を聞いて「私はまだ一面識もない野中大尉がそんなにまで強い決心を持っているということを聞いて何と考えても驚くほかなかったのであります」と述べている。また山口一太郎大尉は、青年将校たちの多くを知らず、北、西田の影響を受けた青年将校が相対的に少ないことに驚いたと述べており、柴有時大尉も、2月26日夜に陸相官邸に初めて行った際の印象として「いわゆる西田派と称せられていた者のほかに青年将校が多いのに驚きました」と述べている。
磯部は獄中手記で「……ロンドン条約以来、統帥権干犯されること二度に及び、天皇機関説を信奉する学匪、官匪が、宮中府中にはびこって天皇の御地位を危うくせんとしておりましたので、たまりかねて奸賊を討ったのです。……藤田東湖の『大義を明らかにし、人心を正さば、皇道奚んぞ興起せざるを患えん』これが維新の精神でありまして、青年将校の決起の真精神であるのです。維新とは具体案でもなく、建設計画でもなく、又案と計画を実現すること、そのことでもありません。維新の意義と青年将校の真精神がわかれば、改造法案を実現するためや、真崎内閣をつくるために決起したのではないことは明瞭です。統帥権干犯の賊を討つために軍隊の一部が非常なる独断行動をしたのです。……けれどもロンドン条約と真崎更迭事件は、二つとも明に統帥権の干犯です。……」と述べている。
村中の憲兵調書には「統帥権干犯ありし後、しばらく経て山口大尉より、御上が総長宮と林が悪いと仰せられたということを聞きました。……本庄閣下より山口が聞いたものと思っております」とある。また、磯部の調書にも「陛下が真崎大将の教育総監更迭については『林、永田が悪い』と本庄侍従武官長に御洩らしになったということを聞いて、我は林大将が統帥権を犯しておることが事実なりと感じまして、非常に憤激を覚えました。村中孝次から聞きました」とある。『本庄日記』にはこういう記述はなく、天皇が実際に本庄にこのような発言をしたのかどうかは確かめようがないが、天皇が統制派に怒りを感じており、皇道派にシンパシーを持っている、ととれるこの情報が彼らに重大な影響を与えただろう。天皇→本庄侍従武官長→山口大尉、というルートは情報源としては確かなもので、斬奸後彼らの真意が正確に天皇に伝わりさえすれば、天皇はこれを認可する、と彼らが考えたとしても無理もないことになる。
「蹶起の第一の理由は、第一師団の満洲移駐、第二は当時陸軍の中央幕僚たちが考えていた北支那への侵略だ。これは当然戦争になる。もとより生還は期し難い。とりわけ彼らは勇敢かつ有能な第一線の指揮官なのだ。大部分は戦死してしまうだろう。だから満洲移駐の前に元凶を斃す。そして北支那へは絶対手をつけさせない。今は外国と事を構える時期ではない。国政を改革し、国民生活の安定を図る。これが彼らの蹶起の動機であった」と菅波三郎は断定している。
東京憲兵隊の特高課長福本亀治少佐は、本庄侍従武官長に週一度ぐらいの割合で青年将校の不穏な情報を報告し、事件直前には、今日、明日にでも事件は起こりうることを報告して事前阻止を進言していた。

## 蹶起の計画

### 蹶起趣意書
反乱部隊は蹶起した理由を「蹶起趣意書（けっきしゅいしょ）」にまとめ、天皇に伝達しようとした。蹶起趣意書は先任である野中四郎の名義になっているが、野中がしたためた文章を北が大幅に修正したといわれている。1936年2月13日、安藤、野中は山下奉文少将宅を訪問し、蹶起趣意書を見せると、山下は無言で一読し、数ヵ所添削したが、ついに一言も発しなかった。
また、蹶起趣意書とともに陸軍大臣に伝えた要望では宇垣一成大将、南次郎大将、小磯国昭中将、建川美次中将の逮捕・拘束、林銑十郎大将、橋本虎之助近衛師団長の罷免を要求している。
蹶起趣意書は、神武天皇の建国、明治維新を経た国家の発展を称え、八紘一宇を完成させる国体こそ我が国の神州たる所以とし、思想は一君万民論などを基礎とする。また、元老、重臣、軍閥、政党などが国体破壊の元凶で、ロンドン条約と教育総監更迭における統帥権干犯、三月事件の不逞、天皇機関説一派の学匪、共匪、大本教などの陰謀の事例を挙げ、依然として反省することなく私権自欲に居って維新を阻止しているから、これらの奸賊を誅滅して大義を正し国体の擁護開顕に肝脳を竭す、と述べている。

### 襲撃目標
2月21日、磯部と村中は山口一太郎大尉に襲撃目標リストを見せた。襲撃目標リストは第一次目標と第二次目標に分けられていた。磯部浅一は元老西園寺公望の暗殺を強硬に主張したが、西園寺を真崎甚三郎内閣組閣のために利用しようとする山口は反対した（後述）。また真崎甚三郎大将を教育総監から更迭した責任者である林銑十郎大将の暗殺も議題に上ったが、すでに軍事参議官に退いていたため目標に加えられなかった。また2月22日に暗殺目標を第一次目標に絞ることが決定され、また「天皇機関説」を支持するような訓示をしていたとして渡辺錠太郎教育総監が目標に加えられた。

#### 第一次目標
- 岡田啓介（内閣総理大臣）
- 鈴木貫太郎（侍従長）
- 斎藤実（内大臣）
- 高橋是清（大蔵大臣）
- 牧野伸顕（前・内大臣）
- 渡辺錠太郎(教育総監)
- 西園寺公望（元老）（組閣のために対象から外される）

#### 第二次目標
- 後藤文夫（内務大臣）
- 一木喜徳郎（枢密院議長）
- 伊沢多喜男（貴族院議員、元台湾総督）
- 三井高公（三井財閥当主）
- 池田成彬（三井合名会社筆頭常務理事）
- 岩崎小弥太（三菱財閥当主）

#### 西園寺公望襲撃の計画と取りやめ
西園寺襲撃は18日夜の栗原安秀中尉宅での会合で決まり、翌19日、磯部が愛知県豊橋市へ行き、豊橋陸軍教導学校の対馬勝雄中尉に依頼し、同意を得る。
対馬は同じ教導学校の竹島継夫中尉、井上辰雄中尉、板垣徹中尉、歩兵第6連隊の鈴木五郎一等主計、独立歩兵第1連隊の塩田淑夫中尉の5名に根回しした。
21日、山口一太郎大尉が西園寺襲撃をやめたらどうかと述べたが、磯部浅一は元老西園寺公望の暗殺を強硬に主張した。
23日には栗原が出動日時等を伝えに行き、小銃実包約二千発を渡した。
24日夜、板垣を除く5名で、教導学校の下士官約120名を25日午後10時頃夜間演習名義で動員する計画を立てるが、翌25日朝、板垣が兵力の使用に強く反対し、結局襲撃中止となる。そして、対馬と竹島のみが上京して蹶起に参加した。
西園寺がなぜか事前に事件の起こることを知って、静岡県警察部長官舎に避難していたという説があるが、それは全くのデマである。
事件発生後、午前6時40分頃、木戸幸一が興津にある西園寺邸に電話をかけた際、「一堂未だお休み中」と女中が返事をしているし、また、官舎に避難したのは、午前7時30分頃であったと、当時の静岡県警察部長であった橋本清吉が手記にそのときの詳細を書いている。

## 事件経過

### 襲撃または占拠等の状況
| 目標                                   | 時刻                          | 指揮者                                                                  | 兵員                                 | 被害 |
| -------------------------------------- | ----------------------------- | ----------------------------------------------------------------------- | ------------------------------------ | --- |
| 首相官邸                               | 午前5時10分頃                 | - 栗原中尉・歩一 - 対馬中尉 - 竹嶌中尉 - 池田少尉・歩一 - 林少尉・歩一  | 約300                                | - 松尾伝蔵 秘書官・陸軍歩兵大佐（即死） - 警察官4名（即死）                                                                                                  |
| 高橋大蔵大臣私邸                       | 午前5時05分                   | - 中橋中尉・近歩三 - 中島中尉                                           | 約100                                | - 高橋是清 大蔵大臣（即死） - 警察官1名（負傷） |
| 東京朝日新聞社                         | 午前8時55分頃                 | - 栗原中尉・歩一 - 田中中尉・野重七 - 中橋中尉・近歩三 - 池田少尉・歩一 | - 兵60 - 軍用トラック3台 - 機関銃2基 | 約3万円の損害 |
| 日本電報通信社                         | 午前8時55分頃                 | 同上                                                                    | 同上                                 | 無 |
| 報知新聞                               | 午前9時30分                   | 同上                                                                    | 同上                                 | 無 |
| 東京日日新聞社                         | 午前9時35分頃                 | 同上                                                                    | 同上                                 | 無 |
| 国民新聞社                             | 午前9時40分                   | 同上                                                                    | 同上                                 | 無 |
| 時事新報社                             | 午前9時50分                   | 同上                                                                    | 同上                                 | 無 |
| 斎藤内大臣私邸                         | 午前5時05分頃                 | - 坂井中尉・歩三 - 高橋少尉・歩三 - 安田少尉                            | 150                                  | - 斎藤実内大臣（即死） - 民間人1名（重傷） |
| 渡辺教育総監私邸                       | 午前6時00分頃                 | - 安田少尉 - 高橋少尉・歩三                                             | 約30                                 | - 渡辺錠太郎 教育総監・陸軍大将（即死） |
| 侍従長官邸                             | 午前5時10分頃                 | - 安藤大尉・歩三                                                        | 150                                  | - 鈴木貫太郎 侍従長・海軍大将（負傷） - 警察官2名（負傷） |
| 陸軍大臣官邸                           | 午前5時00分頃                 | - 丹生中尉・歩一 - 香田大尉・歩一旅 - 山本又 - 村中孝次 - 磯部浅一      | 150                                  | 無 |
| 陸軍省並参謀本部                       | 午前9時30分                   | 同上                                                                    | 同上                                 | - 片倉衷歩兵少佐（負傷） |
| 警視庁                                 | 午前5時00分頃                 | - 野中大尉・歩三 - 常盤少尉・歩三 - 鈴木少尉・歩三 - 清原少尉・歩三     | 約400                                | 無 |
| 内務大臣官邸                           | 午前6時35分頃                 | - 鈴木少尉・歩三                                                        | 約60                                 | 無 |
| 湯河原・光風荘 （牧野 元・内府滞在先） | 午前5時40分頃～ 午前6時20分頃 | - 河野大尉                                                              | 指揮者共6 (8) 名                     | - 巡査1名（即死） - 看護婦1名・旅館業1名（銃創） - 旅館業1名（瓦にて負傷） - 別荘1棟焼失損害約6千円 - 応戦により河野寿大尉および宮田晃予備陸軍歩兵曹長が負傷 |

### 陸軍将校の指揮による出動
反乱軍は襲撃先の抵抗を抑えるため、前日夜半から当日未明にかけて、連隊の武器を奪い、陸軍将校等の指揮により部隊は出動した。歩兵第1連隊の週番司令山口一太郎大尉はこれを黙認し、また歩兵第3連隊にあっては週番司令安藤輝三大尉自身が指揮をした。事件当日は雪であった。
反乱軍は機関銃など圧倒的な兵力を有しており、警備の警察官らの抵抗を制圧して、概ね損害を受けることなく襲撃に成功した。

### 政府首脳・重臣への襲撃

#### 岡田啓介首相

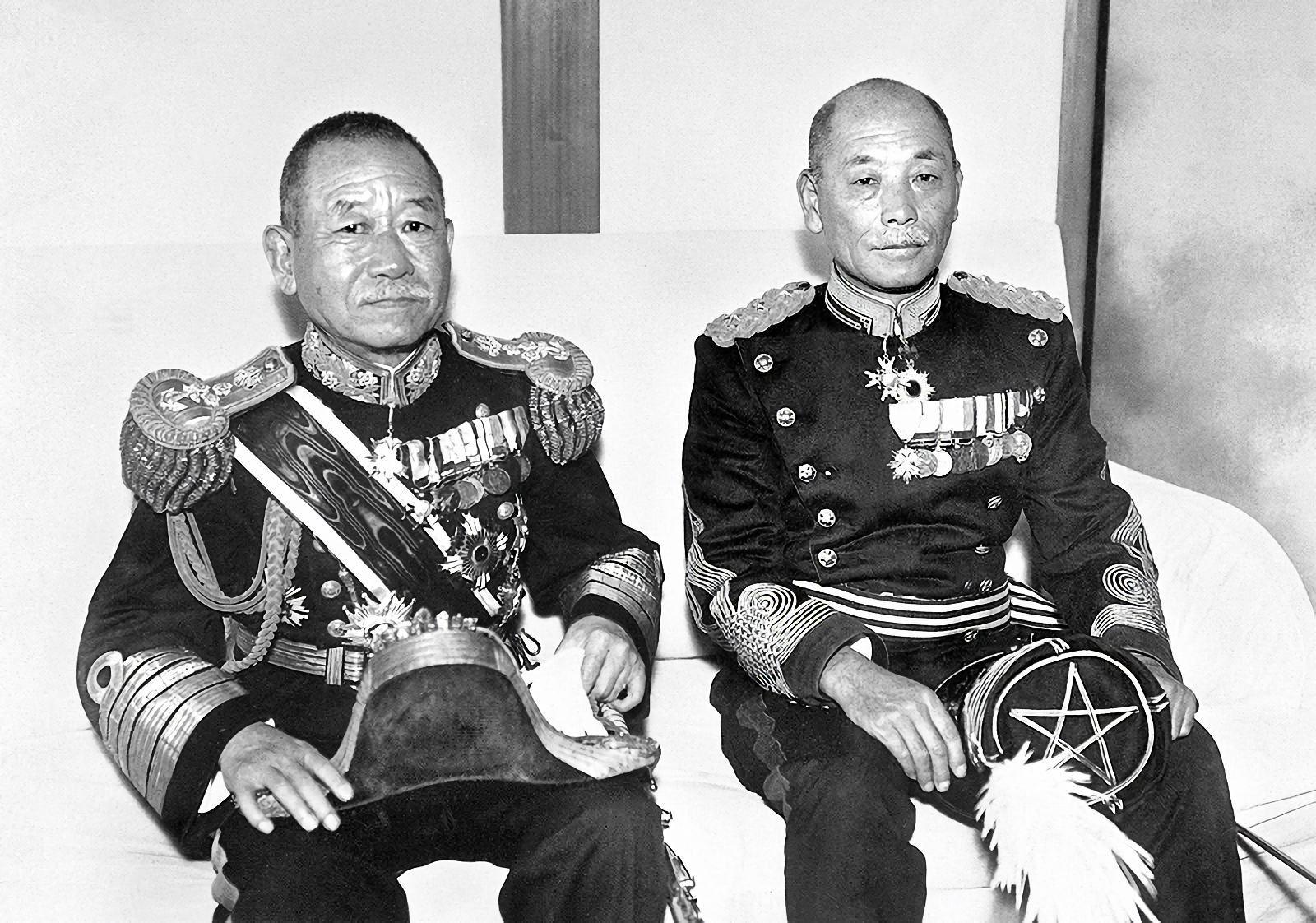
岡田首相（左）と松尾大佐

内閣総理大臣・退役海軍大将の岡田啓介は天皇大権を掣肘する「君側の奸（くんそくのかん）」として襲撃の対象となる。
全体の指揮を栗原安秀中尉が執り、第1小隊を栗原中尉自身が、第2小隊を池田俊彦少尉が、第3小隊を林八郎少尉が、機関銃小隊を尾島健次郎曹長が率いた。
まず正門の立哨警戒の巡査が武装解除され、異変を察知して飛び出した外周警備の巡査6名も続いて拘束された。しかしこの間に邸内警備の土井清松巡査が総理秘書官兼身辺警護役の松尾伝蔵退役陸軍歩兵大佐とともに岡田総理を寝室から避難させ、村上嘉茂左衛門巡査部長が廊下で警戒に当たった。また裏門の詰め所では、小館喜代松巡査が特別警備隊に事態を急報する非常ベルを押す一方、清水与四郎巡査は邸内に入って裏庭側の警備に当たった。非常ベルの音を聞いて襲撃部隊が殺到するのに対し、小館巡査は拳銃で応戦したものの、全身に被弾して昏倒した（後に警察病院に収容されたものの、午前7時30分、「天皇陛下万歳」の叫びを最後に殉職）。また清水巡査は、裏庭側からの避難を試みた岡田総理一行を押しとどめたのち、非常避難口を守ってやはり殉職した。
廊下を守る村上巡査部長は数分に渡って襲撃部隊と銃撃戦を演じたものの、全身に被弾しつつ一歩一歩追い詰められ、ついに中庭に追い落とされて殉職した。この間に邸内に引き返した岡田総理は女中部屋の押入れに隠され、松尾大佐と土井巡査はあえてそこから離れて中庭に出たところを襲撃部隊と遭遇、松尾大佐は射殺され、土井巡査も拳銃弾が尽き、林八郎少尉に組み付いたところを左右から銃剣で刺突され、殉職した。しかしこれらの警察官の抵抗の間に岡田総理は隠れることができ、また、襲撃部隊は松尾大佐の遺体を見て岡田総理と誤認、目的を果たしたと思いこんだ。
一方、遺体が松尾のものであることを確認し、女中たちの様子から総理生存を察知した福田耕総理秘書官と迫水久常総理秘書官らは、麹町憲兵分隊の小坂慶助憲兵曹長、青柳利之憲兵軍曹および小倉倉一憲兵伍長らと奇策を練り、翌27日に岡田と同年輩の弔問客を官邸に多数入れ、反乱部隊将兵の監視の下、変装させた岡田を退出者に交えてみごと官邸から脱出させた。

#### 高橋是清蔵相

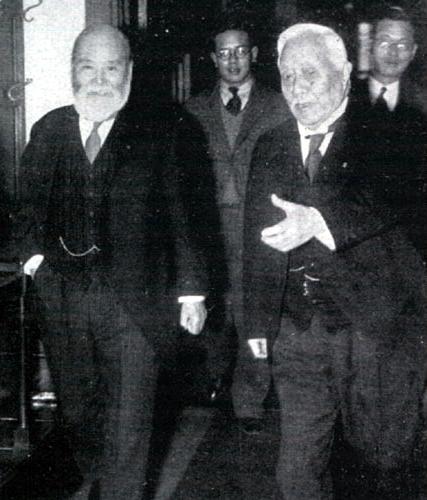
高橋蔵相（元首相／左） と斎藤内大臣 （右）

元総理の高橋是清大蔵大臣は陸軍省所管予算の削減を図っていたために恨みを買っており、襲撃の対象となる。
積極財政により不況からの脱出を図った高橋だが、その結果インフレの兆候が出始め、緊縮政策に取りかかった。高橋は軍部予算を海軍陸軍問わず一律に削減する案を実行しようとしたが、これは平素から陸軍に対する予算規模の小ささ（対海軍比十分の一）に不平不満を募らせていた陸軍軍人の恨みに火を付ける形となっていた。
叛乱当日は中橋基明中尉および中島莞爾少尉が襲撃部隊を指揮し、赤坂表町3丁目の高橋私邸を襲撃した。警備の玉置英夫巡査が奮戦したが重傷を負い、高橋は拳銃で撃たれた上、軍刀でとどめを刺され即死した。
27日午前9時に商工大臣町田忠治が兼任大蔵大臣親任式を挙行した。高橋は事件後に位一等追陞されるとともに大勲位菊花大綬章が贈られた。

#### 斎藤実内大臣
斎藤実内大臣は、退役海軍大将であり第30代内閣総理大臣である。長く海軍大臣を勤めていたところ、1914年のシーメンス汚職事件により引責辞任し、朝鮮総督期に子爵の称号を受けたあと退役し、犬養毅首相が1932年に武装した海軍将校らによって殺害された五・一五事件のあとは、元老の西園寺公望の推薦を受け斉藤内閣を率いる内閣総理大臣兼外務大臣に任命され、関東軍による満州事変などの混迷した政局において軍部に融和的な政策をとり、満州国を認めなかった国際連盟を脱退するなどしたうえ、帝人事件による政府批判の高まりから内閣総辞職をしていたが、天皇の側近たる内大臣の地位にあったことから襲撃を受けたものである。
坂井直中尉、高橋太郎少尉、麦屋清済少尉、安田優少尉が率いる襲撃部隊が、四谷区仲町三丁目（現：新宿区若葉一丁目）の斎藤内大臣の私邸を襲撃した。襲撃部隊は警備の警察官の抵抗を難なく制圧して、斎藤の殺害に成功した。遺体からは四十数発もの弾丸が摘出されたが、それが全てではなく、体内には容易に摘出できない弾丸がなおも数多く残留していた。
目の前で夫が蜂の巣にされるのを見た妻・春子は、「撃つなら私を撃ちなさい」と銃を乱射する青年将校たちの前に立ちはだかり、筒先を掴んで制止しようとしたため腕に貫通銃創を負った。しかしそれでも春子はひるまず、なおも斎藤をかばおうと彼に覆いかぶさっている。春子の傷はすぐに手当がなされたものの化膿等によりその後一週間以上高熱が続いた。春子はその後昭和46年（1971年）に98歳で死去するまで長寿を保ったが、最晩年に至るまで当時の出来事を鮮明に覚えていた。事件当夜に斎藤夫妻が着ていた衣服と斎藤の遺体から摘出された弾丸数発は、奥州市水沢の斎藤実記念館に展示されている。
斎藤には事件後位一等が追陞されるとともに大勲位菊花大綬章が贈られ、昭和天皇より特に誄（るい、お悔やみの言葉）を賜った。外国勲章はシーメンス汚職事件での海軍大臣引責辞任よりあとは受けていない。

#### 鈴木貫太郎侍従長

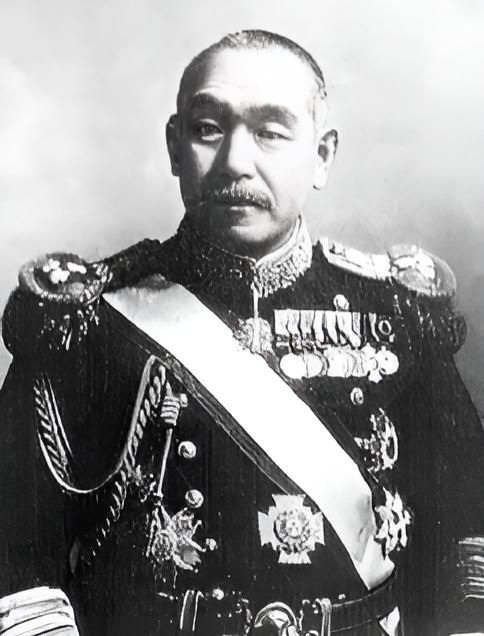
鈴木貫太郎侍従長（写真は連合艦隊司令長官当時のもの）

鈴木貫太郎（予備役海軍大将）は、天皇側近たる侍従長、大御心の発現を妨げると反乱将校が考えていた枢密顧問官の地位にいたことから襲撃を受ける。
叛乱当日は、安藤輝三大尉が襲撃部隊を指揮し、第1小隊を永田露曹長が、第2小隊を堂込喜市曹長が、予備隊を渡辺春吉軍曹が、機関銃隊を上村盛満軍曹が率い、麹町区（現：千代田区）三番町の侍従長公邸に乱入した。鈴木は、永田・堂込両小隊長から複数の拳銃弾を撃ち込まれて瀕死の重傷を負うが、妻の鈴木たかの懇願により安藤大尉は止めを刺さず敬礼をして立ち去った。その結果、鈴木は辛うじて一命を取り留める。襲撃部隊の撤収後、少年期の昭和天皇の教育係であった鈴木たかは天皇に直接電話し、宮内省の医師を派遣してくれるように依頼した。この電話が襲撃事件を知らせる天皇への第一報となった。
安藤は、以前に鈴木侍従長を訪ね時局について話を聞いた事があり、互いに面識があった。そのとき鈴木は自らの歴史観や国家観などを安藤に説き諭し、安藤に深い感銘を与えた。安藤は鈴木について「噂を聞いているのと実際に会ってみるのでは全く違った。あの人（鈴木）は西郷隆盛のような人で懐が大きい人だ」と言い、何度も決起を思い止まろうとしたとも言われる。
その後、太平洋戦争末期に内閣総理大臣となった鈴木は岡田総理を救出した総理秘書官迫水久常（鈴木内閣で内閣書記官長）の補佐を受けながら終戦工作に関わることとなる。鈴木は生涯、自分を襲撃した安藤について「あのとき、安藤がとどめをささなかったことで助かった。安藤は自分の恩人だ」と語っていたという。

#### 渡辺錠太郎教育総監

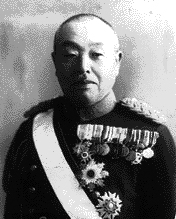
渡辺錠太郎教育総監

陸軍教育総監の渡辺錠太郎大将は、真崎甚三郎の後任として教育総監になった直後の初度巡視の際、真崎が教育総監のときに陸軍三長官打ち合わせの上で出した国体明徴に関する訓示を批判し、天皇機関説を擁護した。これが青年将校らの怒りを買い、襲撃を受ける。ただし異説もあり、一部参加者の証言では、事態収拾のための仲介を依頼するために出向いただけで殺害の意図はなかったのだが、行き違いから撃ち合いになり、結局殺害ということになったとも言う。
斎藤内大臣襲撃後の高橋少尉および安田少尉が部隊を指揮し、時刻は遅く、午前6時過ぎに東京市杉並区上荻窪2丁目の渡辺私邸を襲撃した。ここで注意すべきなのは、斎藤や高橋といった重臣が殺害されたという情報が、渡辺の自宅には入っていなかったということである。殺された重臣と同様、渡辺が青年将校から極めて憎まれていたことは当時から周知の事実であり、斎藤や高橋が襲撃されてから1時間経過してもなお事件発生を知らせる情報が彼の元に入らず、結果殺害されるに至ったことに対し、彼の身辺に「敵側」への内通者がいたという説もある。
殺されるであろうことを感じた渡辺は、傍にいた次女の渡辺和子を近くの物陰に隠し、拳銃を構えたが、直後にその場で殺害された。目前で父を殺された和子の記憶によると、機関銃掃射によって渡辺の足は骨が剥き出しとなり、肉が壁一面に飛び散ったという。渡辺邸は牛込憲兵分隊から派遣された憲兵伍長および憲兵上等兵が警護に当たっていたが、渡辺和子によれば、憲兵は2階に上がったままで渡辺を守らず、渡辺一人で応戦し、命を落としたのも渡辺だけであったという。
28日付で教育総監部本部長の中村孝太郎中将が教育総監代理に就任した。渡辺は事件後に位階を一等追陞されるとともに勲一等旭日桐花大綬章が追贈された。

#### 牧野伸顕

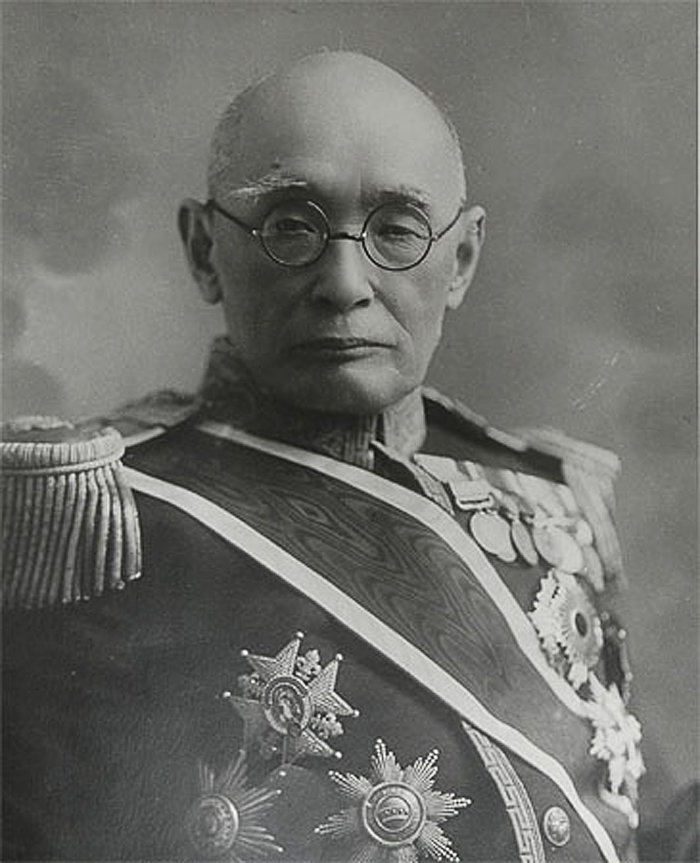
牧野前内大臣

牧野伸顕伯爵は、欧米協調主義を採り、かつて内大臣として天皇の側近にあったことから襲撃を受けた。
河野寿大尉は民間人を主体とした襲撃部隊（河野以下8人）を指揮し、湯河原の伊藤屋旅館の元別館である「光風荘」にいた牧野伸顕前内大臣を襲撃した。玄関前で乱射された機関銃の銃声で目覚めた身辺警護の皆川義孝巡査は、牧野伯爵を裏口から避難させたのち、襲撃部隊に対して拳銃で応射し、遅滞を図った。これにより河野大尉が負傷したが、皆川巡査も重傷を負った。このとき、牧野伯爵の付き添い看護婦であった森鈴江が皆川巡査を抱き起こして後送しようとしたが、皆川巡査は既に身動きが取れず、また森看護婦も負傷していたことから、襲撃部隊の放火によって炎上する邸内からの脱出は困難として、森看護婦のみを脱出させ、自らは殉職した。なお、このとき重傷を負った河野は入院を余儀なくされ、入院中の3月6日に自殺する。
脱出を図った牧野は襲撃部隊に遭遇したが、同行者や消防団等の協力により避難に成功する。襲撃の際、旅館の主人・岩本亀三および従業員八亀広蔵が銃撃を受けて負傷している。
なお、吉田茂の娘で牧野の孫に当たる麻生和子は、この日牧野を尋ねて同旅館に訪れていた。麻生が晩年に執筆した著書『父吉田茂』の二・二六事件の章には、襲撃を受けてから脱出に成功するまでの模様が生々しく記されている。

#### 警視庁
1月下旬から2月中旬にかけて反乱部隊の夜間演習が頻繁になっていたことなどから、警視庁では情勢の只ならぬことを察し、再三に渡って東京警備司令部に対して取り締りを要請したものの、取り合われなかった。このことから、警視庁では特別警備隊（現在の機動隊に相当する）に機関銃を装備して対抗することすら検討していたが、実現しないままに事件発生を迎えることとなった。
警視庁と首相官邸の間には非常ベル回線が設けられており、官邸警備の警察官（小館喜代松巡査）により襲撃の報は直ちに警視庁に伝えられた。警視庁の特別警備隊においては、当日は第3中隊（中隊長 堀江末吉警部）が宿直であり、待機の第1小隊（小隊長 野老山幸風警部補）に堀江警部が同行して出動したものの、官邸付近に到着した時には既に官邸は占拠されて前には重機関銃が据えられており、野老山警部補と小隊長伝令（金井巡査）は兵士との押し問答の中で拳銃を奪われそうになり、金井巡査は銃剣で大腿部を傷つけられたうえ、突破を諦めて帰隊しようとする両名は背後から銃撃されて、近くの外務大臣官邸に退避する状況であった。
野老山小隊の出動直後より、警視庁庁舎付近にも反乱部隊が進出し、機関銃を庁舎に向けて包囲の態勢をとっていた。部隊を指揮した野中大尉は「我々は警視庁に敵対するものではない。ただ特別警備隊の出動を阻止するものだ」と語った。庁舎全体の占拠には至らなかったものの、電話交換室など庁舎の一部を占拠し、交換手の背に銃剣を突きつけて警察電話を遮断することで警察の動きを封じようとしたが、兵士の電信電話知識の乏しさをつかれて、実際には全ての通信が維持されていた。また警察官の出勤を阻止するための遮断線を貼っていたが、これを突破して強行登庁した特別警備隊隊長の岡崎英城警視によって在庁員は把握されていた。
電話手の働きにより、小栗一雄警視総監をはじめ各部長は、警視庁占拠直後より情勢を知らされた。総監官舎の襲撃等も想定されたことから、総監・部長は急遽脱出して、まず麹町警察署で緊急の協議を行い、まず警務部長名で非常呼集を発令、本庁勤務員は部ごとに麹町、丸の内、錦町、表町の各警察署に、また各警察署の勤務員はそれぞれの所属署に集合・待機するよう命じた。ついで、麹町警察署は反乱部隊の占領地域に近く、襲撃を受ける懸念が指摘されたことから、総監・部長は神田錦町警察署に移動し、ここに「非常警備総司令部」を設けた。
警視庁では、決死隊を募って本庁舎を奪還しようという強硬論も強かったものの、安倍源基特高部長は、警察と軍隊が正面から衝突することによる人心の混乱を懸念して強く反対し、警視総監もこれを支持したことから、最終的に、陸軍、憲兵隊自身による鎮圧を求め、警察は専ら後方の治安維持を担当することとした。
半蔵門に近い麹町警察署の署長室には当時、宮内省直通の非常電話が設置されており、午後8時、その電話が鳴ると、たまたま署長をサイドカーに乗せて走り回る役目の巡査が出た。一度「ヒロヒト、ヒロヒト…」と名乗り巡査が「どなたでしょうか」と訊ねるといちど電話が切れ、再度の電話では別の男性の声で「これから帝国で一番偉い方が訊ねる」と前置きし、最初に名乗った人物が質問、巡査からは「鈴木侍従長の生存報告」「総理の安否は不明で、官邸は兵が囲んでいる」などの報告を受けた。巡査は会話の中で、その人物が「朕」の一人称を使ったことから昭和天皇だと理解し、体が震えたという。電話の主はその後、「総理消息をはじめ情況を知りたいので見てくれ」と依頼し、巡査の名前を尋ねたが、巡査は「麹町の交通でございます」と答えるのが精一杯だったという。
作家の戸川猪佐武によれば、警視庁は青年将校たちが数日前より不穏な動きを見せているとの情報をある程度把握しており、斎藤内大臣にそれを知らせたが特に問題にされなかったという。

#### 後藤文夫内相
警視庁占拠後、警視庁襲撃部隊の一部は、副総理格の後藤文夫内務大臣を殺害するために、内務大臣官邸も襲撃して、これを占拠した。歩兵第3連隊の鈴木金次郎少尉が襲撃部隊を指揮していた。後藤本人は外出中で無事だった。

#### 霞ヶ関・三宅坂一帯の占拠
さらに、反乱部隊は陸軍省および参謀本部、有楽町の東京朝日新聞（のちの朝日新聞東京本社）なども襲撃し、日本の政治の中枢である永田町、霞ヶ関、赤坂、三宅坂の一帯を占領した。

### 要望事項
26日午前6時半ごろ香田大尉が陸相官邸で陸相に対する要望事項を朗読し村中が補足説明した。
- 現下は対外的に勇断を要する秋なりと認められる
- 皇軍相撃つことは避けなければならない
- 全憲兵を統制し一途の方針に進ませること
- 警備司令官、近衛、第一師団長に過誤なきよう厳命すること
- 南大将、宇垣大将、小磯中将、建川中将を保護検束すること
- 速やかに陛下に奏上しご裁断を仰ぐこと
- 軍の中央部にある軍閥の中心人物（根本大佐（統帥権干犯事件[注釈 17]に関連し、新聞宣伝により政治策動をなす）、武藤中佐（大本教に関する新日本国民同盟となれあい、政治策動をなす）、片倉少佐（政治策動を行い、統帥権干犯事件に関与し十一月事件の誣告をなす）を除くこと
- 林大将、橋本中将（近衛師団長）を即時罷免すること
- 荒木大将を関東軍司令官に任命すること
- 同志将校（大岸大尉（歩61）、菅波大尉（歩45）、小川三郎大尉（歩12）、大蔵大尉（歩73）、朝山大尉（砲25）、佐々木二郎大尉（歩73）、末松大尉（歩5）、江藤中尉（歩12）、若松大尉（歩48））を速やかに東京に招致すること
- 同志部隊に事態が安定するまで現在の姿勢にさせること
- 報道を統制するため山下少将を招致すること
- 次の者を陸相官邸に招致すること
  - 26日午前7時までに招致する者――古荘陸軍次官、斎藤瀏少将、香椎警備司令官、矢野憲兵司令官代理、橋本近衛師団長、堀第一師団長、小藤歩一連隊長、山口歩一中隊長、山下調査部長
  - 午前7時以降に招致する者――本庄、荒木、真崎各大将、今井軍務局長、小畑陸大校長、岡村第二部長、村上軍事課長、西村兵務課長、鈴木貞一大佐、満井中佐

## 鎮圧へ

### 26日

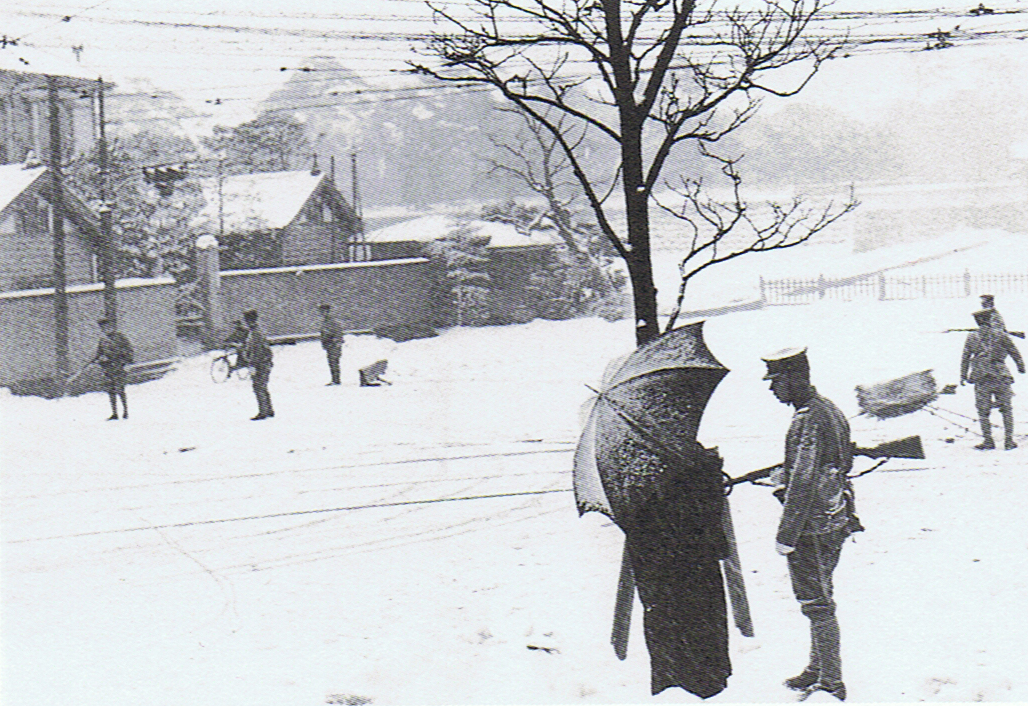
蹶起直後の半蔵門。画面右奥には、保護のためむしろを掛けられた十一年式軽機関銃（三脚架付き）が据えられている。

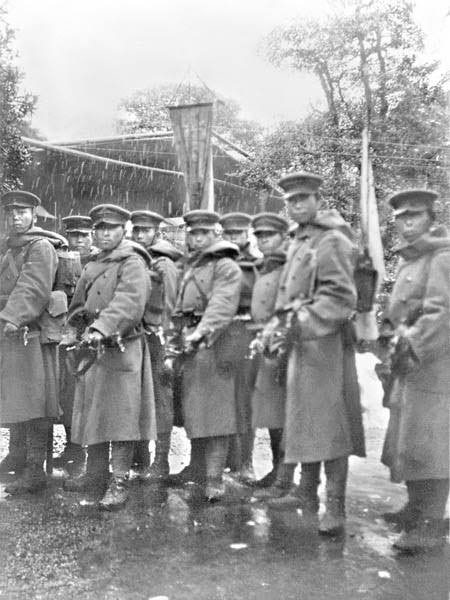
カメラマンに銃口を向ける兵士

事件後まもなく北一輝の元に渋川善助から電話連絡により蹶起の連絡が入った。同じ頃、真崎甚三郎大将も政治浪人の亀川哲也からの連絡で事件を知った。真崎は加藤寛治大将と伏見宮邸で会う旨を決めて陸相官邸へ向かった。
午前4時半頃、山口一太郎大尉は電話で本庄繁大将に、青年将校の蹶起と推測の目標を告げた（山口一太郎第4回公判記録）。本庄日記によると、午前5時、本庄繁侍従武官長のもとに反乱部隊将校の一人で、本庄の女婿である山口一太郎大尉の使者伊藤常男少尉が訪れ、「連隊の将兵約五百、制止しきらず、いよいよ直接行動に移る」と事件の勃発を告げ、引き続き増加の傾向ありとの驚くべき意味の紙片、走り書き通知を示した。本庄は、制止に全力を致すべく、厳に山口に伝えるように命じ、同少尉を帰した。そして本庄は岩佐禄郎憲兵司令官に電話し、さらに宿直中の侍従武官・中島鉄蔵少将に電話して、急ぎ宮中に出動した。
鈴木貫太郎の夫人・鈴木たかが昭和天皇に直接電話したことにより事件の第一報がもたらされた。たかは皇孫御用掛として迪宮の4歳から15歳までの11年間仕えており親しい関係にあった。中島侍従武官に連絡を受けた甘露寺受長侍従が天皇の寝室まで赴き報告したとき、天皇は、「とうとうやったか」「全く私の不徳の致すところだ」と言って、しばらくは呆然としていたが、直ちに軍装に着替えて執務室に向かった。また半藤一利によれば天皇はこの第一報のときから「賊軍」という言葉を青年将校部隊に対して使用しており、激しい敵意をもっていたことがわかる。この昭和天皇の敵意は青年将校たちにとって最大の計算違いというべきで、すでに昭和天皇の意志が決したこの時点で反乱は早くも失敗に終わることが確定していたといえる。
襲撃された内大臣斎藤實私邸の書生からの電話で、5時20分頃事件を知った木戸幸一内大臣秘書長は、小栗一雄警視総監、元老西園寺公望の原田熊雄秘書、近衛文麿貴族院議長へ電話し、6時頃参内した。すぐに常侍官室に行き、すでに到着していた湯浅倉平・宮内大臣、広幡忠隆侍従次長と対策を協議した。温厚で天皇の信任も厚かった斎藤を殺害された宮中グループの憤激は大きく、全力で反乱軍の鎮定に集中し、実質的に反乱軍の成功に帰することとなる後継内閣や暫定内閣を成立させないことでまとまり、宮内大臣より天皇に上奏した。青年将校たちは宮中グループの政治力を軽視し、事件の前も後もほとんど何も手を打たなかった。宮中グループの支持を得られなかったことも青年将校グループの大きなミスであった。
午前5時ごろ、反乱部隊将校の香田清貞大尉と村中孝次、磯部浅一らが丹生誠忠中尉の指揮する部隊とともに、陸相官邸を訪れ、6時半ごろようやく川島義之陸軍大臣に会見して、香田が「蹶起趣意書」を読み上げ、蹶起軍の配備状況を図上説明し、要望事項を朗読した。川島陸相は香田らの強硬な要求を容れて、古荘次官、真崎、山下を招致するよう命じた。川島陸相が対応に苦慮しているうちに、他の将校も現れ、陸相をつるし上げた。斎藤瀏少将、小藤大佐、山口大尉がまもなく官邸に入り、7時半ごろ、古荘次官が到着した。
午前8時過ぎ、真崎甚三郎、荒木貞夫、林銑十郎の3大将と山下奉文少将が歩哨線通過を許される。真崎と山下は陸相官邸を訪れ、天皇に拝謁することを勧めた。
26日早朝、石原莞爾大佐宅に、新聞班長である鈴木貞一中佐から電話があり、事件の概要を知らせてきた。その後、石原は軍事高級課員である武藤章中佐に電話をかけ「……いま鈴木から電話で知らせてきたが、三連隊の兵隊が一中隊ほど参謀本部と陸軍省を占領し、総理大臣と教育総監が殺されたそうだ。そちらには何か知らせがないか。こちらから役所に電話したが通じない…」と話し、直ちに参謀本部に出かけている。
歩兵第三連隊の麦屋清済少尉によれば、赤坂見付台上に張られた蹶起軍の歩哨線を、石原が肩を怒らせながら無理やり通行しようとしたため、蹶起軍の兵士たちは銃剣を突き付けながら「止まれ」と怒声を放ち、銃の引き金に手をかけている者もいたが、石原は少しもひるむことなく「新品少尉、ここを通せ！俺は参謀本部の石原大佐だ！」と逆に怒鳴り返してきた。麦屋は石原との間でしばらく押し問答を繰り返した後に、石原に近寄って「貴方は今危険千万、死線はこれからも連続ですぞ。私は貴方を誰よりも尊敬しています。死線から貴方を守りたい。どうかここを通らないで、軍人会館のほうに行ってください。お願いです」とそっと耳打ちをしたという。麦屋の懇望に対してやっと顔を縦に振った石原は「お前たちの気持ちはよく分かっておる」と言い残して、軍人会館の方向に向かっていったという。
このほか、当時は参謀本部第1部第3課の部員であった難波三十四砲兵大尉（陸士第35期。終戦時は大佐、近衛第1師団参謀長、東京湾兵団参謀）が、「そろそろ薄明るくなってきた頃でしたが、どこから来たんじゃろう思うんですが、参謀本部第一部第二課、作戦をやる課ですな。そこの課長の石原莞爾大佐がひとりでふらふらとやってきました。そして日直の部屋から参謀次長の杉山元さんに電話をかけ、〝閣下、すぐに戒厳令を布かれるといいと思います〟とそれだけいうと、そのあたりを一巡して、また飄然としてどこかに行ってしまわれましたな。平然としたものでした。私たちには、まったく寝耳に水の出来事で何もわからなかったんですが、石原さんには誰かが知らせたんでしょうなあ」と証言している。
磯部浅一の『行動記』によれば、青年将校たちから「今日はお帰り下さい」と迫られた石原は「何が維新だ。何も知らない下士官を巻き込んで維新がやりたかったら自分たちだけでやれ」と一喝し、将校たちはそのあまりの剣幕に引き下がった。そして、執務室に入った石原に「大佐殿と我々の考えは違うところもあると思うのですが、維新についてどう思われますか?」と質問すると、「俺にはよくわからん。俺の考えは、軍備と国力を充実させればそれが維新になるというものだ」と答え、「こんなことはすぐやめろ、やめねば軍旗をもって討伐するぞ!」と再び一喝したとある。
山本又予備役少尉の獄中手記『二・二六日本革命史』によれば、陸軍大臣官邸前に現われた石原は「このままではみっともない、君等の云う事をきく」と山本に言ったとされ、官邸内で磯部・村中・香田に「まけた」と言ったとある。また、磯部が陸軍省軍務局の片倉衷少佐を撃った際の「白雪の鮮血を見驚いて」、「誰をやったんだ、誰をやったんだ」と叫んだ石原に、山本が「片倉少佐」と答えると「驚き黙然たり」だったという。ただし、片倉衷少佐によれば、片倉が事件発生を知って陸軍大臣官邸に入り、陸軍大臣に面会しようとした時点で、既に石原は陸軍大臣官邸内におり、片倉は「これは誤解に基づくものです」と述べたところ、石原は「誤解も何もこうなったら仕方がない。早く事態を収めることだ」と答えている。なお、片倉は反乱軍側の青年将校に対して「昭和維新はお互いに考えていることだ。俺も昭和維新については同じに思っている。しかし尊王絶対の我らは統帥権を確立しなければいかん。私兵を動かしてはいかん」と説論している。
この時、陸軍大臣官邸前の玄関には真崎大将が仁王立ちしており、石原は真崎に向かって「お体はもうよいのですか。お体の悪い人がエライ早いご出勤ですね、ここまで来たのも自業自得ですよ」と皮肉を交えて話しかけ、真崎は「朝呼ばれたのだから、まあ何とか早く纏めなければいかぬ」と答えている。この際、川島義之陸軍大臣と古荘幹郎陸軍次官が、真崎の左側に出て来て、古荘次官が石原を招いたが、この際に片倉は磯部浅一に頭部をピストルで撃たれている。このとき片倉は「ヤルなら天皇陛下の命令でヤレ」と、怒号を発しながら、部下に支えられて現場を立ち去っている。片倉はその後、銃弾摘出の手術が成功し、奇跡的に一命を取りとめている。
石原と皇道派の関係について、筒井清忠が真崎甚三郎と橋本欣五郎・石原の間に近接関係が構築されつつあったことや、北博昭も訊問調書などの裁判資料に基づいて、石原の蹶起軍に対する態度が他の軍首脳と同様にグラついていたことを指摘している。ただし、2月26日の夕刻に行われた石原と橋本の会談に関しては、橋本が「陛下に直接上奏して反乱軍将兵の大赦をおねがいし、その条件のもとに反乱軍を降参せしめ、その上で軍の力で適当な革新政府を樹立して時局を収拾する。この案をあなたはどう思いますか」と質問し、これに対して石原が「賛成だ。やってみよう。だが、このことたるや、事まことに重大だ。僕一人の所存できめるわけにはいかぬ。いちおう参謀次長の了解を受けねばならぬ。次長はあの部屋にいるから相談してくる。待っててくれ」と言い残して席をはずして杉山元参謀次長の部屋に赴き、「ものの二十分もたったかと思うころ、（石原）大佐が帰ってきて杉山次長も賛成だからやろうじゃないか、ということに話がきまった」とされるが、杉山次長の手記には「賛成した」という表現はどこにもなく、実際は事件の早期解決を狙った石原が、「次長も賛成した」と橋本に嘘をついて、蹶起将校たちとの交渉を進めようとしていたことが指摘されている。ちなみに橋本は、石原との会談前の2月26日の夕刻に反乱軍が占拠している陸軍大臣官邸に乗り込み、「野戦重砲第二連隊長橋本欣五郎大佐、ただいま参上した。今回の壮挙まことに感激に堪えん！このさい一挙に昭和維新断行の素志を貫徹するよう、及ばずながらこの橋本欣五郎お手伝いに推参した」と、時代劇の仇討ちもどきの台詞を吐いたが、蹶起将校の村中や磯部たちには有難迷惑であり、体よくあしらわれて追い返されている。
26日、荒木貞夫大将に会った石原莞爾大佐は「ばか！お前みたいなばかな大将がいるからこんなことになるんだ」と面と向かって罵倒し、これに対して「なにを無礼な！上官に向かってばかとは軍規上、許せん！」と、激しい剣幕で言い返す荒木に対して石原は「反乱が起っていて、どこに軍規があるんだ」とくってかかり、両者は一蝕即発の事態になったが、その場にいた安井藤治東京警備参謀長の取り成しで事なきを得ている。
真崎大将は陸相官邸を出て伏見宮邸に向かい、海軍艦隊派の加藤寛治と共に軍令部総長伏見宮博恭王に面会した。真崎大将と加藤は戒厳令を布くべきことや強力内閣を作って昭和維新の大詔渙発により事態を収拾することについて言上し、伏見宮を含む3人で参内することになった。真崎大将は移動する車中で平沼騏一郎内閣案などを加藤に話したという。参内した伏見宮は天皇に「速やかに内閣を組織せしめらること」や昭和維新の大詔渙発などを上申したが、天皇は「自分の意見は宮内大臣に話し置きけり」「宮中には宮中のしきたりがある。宮から直接そのようなお言葉をきくことは、心外である。」と取り合わなかった。
午前9時、川島陸相が天皇に拝謁し、反乱軍の「蹶起趣意書」を読み上げて状況を説明した。事件が発生して恐懼に堪えないとかしこまる川島に対し、天皇は「なにゆえそのようなもの（蹶起趣意書）を読み聞かせるのか」「速ニ事件ヲ鎮圧」せよと命じた。この時点で昭和天皇が反乱軍の意向をまったく汲んでいないことがあらためて明瞭になった。また正午頃、迫水秘書官は大角岑生海軍大臣に岡田首相が官邸で生存していることを伝えたが、大角海相は「聞かなかったことにする」と答えた。
杉山元参謀次長が甲府の歩兵第49連隊および佐倉の歩兵第57連隊を招致すべく上奏。
午後に清浦奎吾元総理大臣が参内。「軍内より首班を選び処理せしむべく、またかくなりしは朕が不徳と致すところとのご沙汰を発せらるることを言上」するが、天皇は「ご機嫌麗しからざりし」だったという（真崎甚三郎日記）。磯部の遺書には「清浦が26日参内せんとしたるも湯浅、一木に阻止された」とある。
正午半過ぎ、前述の荒木・真崎・林のほか、阿部信行・植田謙吉・寺内寿一・西義一・朝香宮鳩彦王・梨本宮守正王・東久邇宮稔彦王といった軍事参議官によって宮中で非公式の会議が開かれ、穏便に事態を収拾させることを目論んで26日午後に川島陸相名で告示が出された。

一、蹶起󠄁ノ趣旨ニ就テハ天聽ニ達󠄁セラレアリ
二、諸󠄀子ノ眞意󠄁ハ國體顯現ノ至情󠄁ニ基クモノト認󠄁ム
三、國體ノ眞姿󠄁顯現ノ現況（弊󠄁風ヲモ含ム）ニ就テハ恐󠄁懼ニ堪ヘズ
四、各軍事參議官モ一致シテ右ノ趣旨ニヨリ邁進󠄁スルコトヲ申合セタリ
五、之以外ハ一ツニ大御心ニ俟ツ

この告示は山下奉文少将によって陸相官邸に集まった香田・野中・津島・村中の将校と磯部浅一らに伝えられたが、意図が不明瞭であったため将校等には政府の意図がわからなかった。しかしその直後、軍事課長村上啓作大佐が「蹶起趣意書」をもとにして「維新大詔案」が作成中であると伝えたため、将校らは自分たちの蹶起の意志が認められたものと理解した。正午、憲兵司令部にいた村上啓作軍事課長、河村参郎少佐、岩畔豪雄少佐に「維新大詔」の草案作成が命令された。午後三時ごろ村上課長が書きかけの草案を持って陸相官邸へ車を飛ばし、草案を示して、維新大詔渙発も間近いと伝えたという。
26日午後3時に東京警備司令官香椎浩平中将は、蹶起部隊の占領地域も含まれる第1師管に戦時警備を下令した（7月18日解除）。戦時警備の目的は、兵力を以て重要物件を警備し、併せて一般の治安を維持する点にある。結果的に、蹶起部隊は第一師団長堀丈夫中将の隷下となり、正規の統帥系統にはいったことになる。
午後3時、前述の告示が東京警備司令部によって印刷・下達された。しかしこの際に第二条の「諸子の真意は」の部分が

諸󠄀子ノ行動ハ國體顯現ノ至情󠄁ニ基クモノト認󠄁ム

と「行動」に差し替えられてしまった。反乱部隊への参加者を多く出してしまった第一師団司令部では現状が追認されたものと考えこの告示を喜んだが、近衛師団では逆に怪文書扱いする有様であった。
午後4時、戦時警備令に基づく第一師団命令が下った。この命令によって反乱部隊は歩兵第3連隊連隊長の指揮下に置かれたが、命令の末尾には軍事参議官会議の決定に基づく次のような口達が付属した。

一、敵ト見ズ友軍トナシ、トモニ警戒ニ任ジ軍相互ノ衝突󠄁ヲ絕對ニ避󠄁クルコト
二、軍事參議官ハ積極的󠄁ニ部隊󠄁ヲ說得シ一丸トナリテ活潑ナル經綸ヲ爲ス。閣議モ其趣旨ニ從ヒ善處セラル

前述の告示とこの命令は一時的に反乱部隊の蹶起を認めたものとして後に問題となった。反乱部隊の元には次々に上官や友人の将校が激励に集まり、糧食が原隊から運び込まれた。
午後になるとようやく閣僚が集まりはじめ、午後9時に後藤文夫内務大臣が首相臨時代理に指名された。後藤首相代理は閣僚の辞表をまとめて天皇に提出したが、時局の収拾を優先せよと命じて一時預かりとした。その後、閣議が開かれて午後8時40分に戒厳令の施行が閣議決定された。当初警視庁や海軍は軍政につながる恐れがあるとしてこの戒厳令に反対していた。しかしすみやかな鎮圧を望んでいた天皇の意向を受け、枢密院の召集を経て翌27日早暁ついに戒厳令は施行された。行政戒厳であった。
午後9時、主立った反乱部隊将校は陸相官邸で皇族を除いた荒木・真崎・阿部・林・植田・寺内・西らの軍事参議官と会談したが結論は出なかった。蹶起者に同調的な将校の鈴木貞一、橋本欣五郎、満井佐吉が列席した。磯部は手記においてこの時の様子を親が子供の尻ぬぐいをしてやろうという『好意的な様子を看取できた』としている。「諸官は自分を内閣の首班に期待しているようだが、第一自分はその任ではない。またかような不祥事を起こした後で、君らの推挙で自分が総理たることはお上に対して強要となり、臣下の道に反しておそれ多い限りであるので、断じて引き受けることはできない」と真崎はいった。
26日午後、参謀本部作戦課長の石原莞爾大佐が、宮中東溜りの間で開かれた軍事参議官会議を終えて退出する途中の川島義之陸軍大臣をつかまえて、事件の飛び火を警戒して日本全土に戒厳令を布くことを強く進言している。石原はすみやかに戒厳令を布いて反乱軍の討伐体制を整えようとしていた。その直後に宮中に居合わせていた内田信也鉄道大臣は、石原を始めとする幕僚たちの強弁で傲慢な態度を目撃しており、「夕景に至る頃おいには、陸軍省軍務局員や参謀本部の石原莞爾大佐らが、閣議室（宮内省臨時閣議室）の隣室に陣取り、卓を叩いて聞えよがしに、戒厳令不発令の非を鳴らし、激烈な口調で喚きたてていたが、石原大佐ごときは帯剣をガチャつかせて、閣議室に乗り込み強談判におよんで来たので、僕らは『統帥部と直接交渉は断然ことわる、意見は陸相経由の場合のみ受取るから……』と、はねつけた」と証言している。なお、このとき石原莞爾らが強引に推進した戒厳令の施行が、翌27日からの電話傍受の法的根拠に繋がっている。
なお当時、東京陸軍幼年学校の校長だった阿南惟幾は、事件直後に全校生徒を集め、「農民の救済を唱え、政治の改革を叫ばんとする者は、まず軍服を脱ぎ、然る後に行え」と、極めて厳しい口調で語ったと伝えられている。石原同様、阿南も陸軍内では無派閥であった。

### 27日

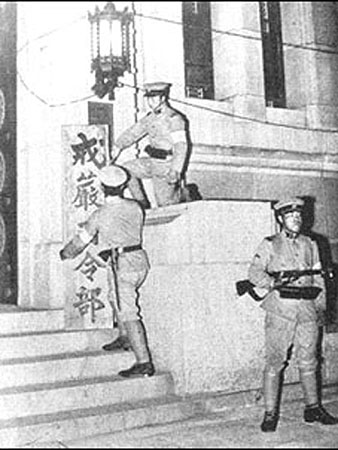
27日の戒厳令施行を受けて軍人会館に戒厳司令部が設立された

午前1時すぎ、石原莞爾、満井佐吉、橋本欣五郎らは帝国ホテルに集まり、善後処置を協議した。山本英輔内閣案や、蹶起部隊を戒厳司令官の指揮下にいれ軍政上骨抜きにすることなどで意見が一致し、村中孝次を陸相官邸から帝国ホテルに呼び寄せてこれを伝えた。
午前3時、戒厳令の施行により九段の軍人会館に戒厳司令部が設立され、東京警備司令官の香椎浩平中将が戒厳司令官に、参謀本部作戦課長で大佐の石原が戒厳参謀にそれぞれ任命された。しかし、戒厳司令部の命令「戒作命一号」では反乱部隊を「二十六日朝来出動セル部隊」と呼び、反乱部隊とは定義していなかった。
「皇軍相撃」を恐れる軍上層部の動きは続いたが、長年信頼を置いていた重臣達を虐殺された天皇の怒りはますます高まり、午前8時20分にとうとう「戒嚴司令官ハ三宅坂附近󠄁ヲ占據シアル將校󠄁以下ヲ以テ速󠄁ニ現姿󠄁勢ヲ撤シ各所󠄁屬師團長󠄁ノ隸下ニ復歸セシムベシ」の奉勅命令が参謀本部から上奏され、天皇は即座に裁可した。
本庄繁侍従武官長は決起した将校の精神だけでも何とか認めてもらいたいと天皇に奏上したが、これに対して天皇は「自分が頼みとする大臣達を殺すとは。こんな凶暴な将校共に赦しを与える必要などない」と一蹴した。奉勅命令は翌朝5時に下達されることになっていたが、天皇はこの後何度も鎮定の動きを本庄侍従武官長に問いただし、本庄はこの日だけで13回も拝謁することになった。
午後0時45分に拝謁に訪れた川島陸相に対して天皇は、「私が最も頼みとする老臣らを悉く倒すとは、真綿で我が首を締めるに等しい行為だ」「陸軍が躊躇するなら、私自身が直接近衛師団を率いて叛乱部隊の鎮圧に当たる」とすさまじい言葉で意志を表明し、暴徒徹底鎮圧の指示を伝達した。また午後1時過ぎ、憲兵によって岡田首相が官邸から救出された。天皇の強硬姿勢が陸相に直接伝わったことと、殺されていたと思われていた岡田首相の生存救出で内閣が瓦解しないことが明らかになったことで、それまで曖昧な情勢だった事態は一気に叛乱軍鎮圧に向かうことになった。
午後2時に陸相官邸で真崎・西・阿部ら3人の軍事参議官と反乱軍将校の会談が行われた。この直前、反乱部隊に北一輝から「人無シ。勇将真崎有リ。国家正義軍ノ為ニ号令シ正義軍速カニ一任セヨ」という「霊告」があった旨連絡があり、反乱部隊は事態収拾を真崎に一任するつもりであった。真崎は誠心誠意、真情を吐露して青年将校らの間違いを説いて聞かせ、原隊復帰を勧めた。相談後、野中大尉が「よくわかりました。早速それぞれ原隊へ復帰いたします」と言った。
午後4時25分、反乱部隊は首相官邸、農相官邸、文相官邸、鉄相官邸、山王ホテル、赤坂の料亭「幸楽」を宿所にするよう命令が下った。
午後5時、弘前より上京した秩父宮が上野駅に到着。秩父宮はすぐに天皇に拝謁したが、「陛下に叱られたよ」とうなだれていたという。これは普段から皇道派青年将校たちに同情的だった秩父宮の姿勢を昭和天皇が叱ったものだとする説が支配的である。
午後7時、戒厳部隊の麹町地区警備隊として小藤指揮下に入れとの命令（戒作命第7号）があった。
夜、石原莞爾が磯部と村中を呼んで、「真崎の言うことを聞くな、もう幕引きにしろ、我々が昭和維新をしてやる」と言った。

### 28日

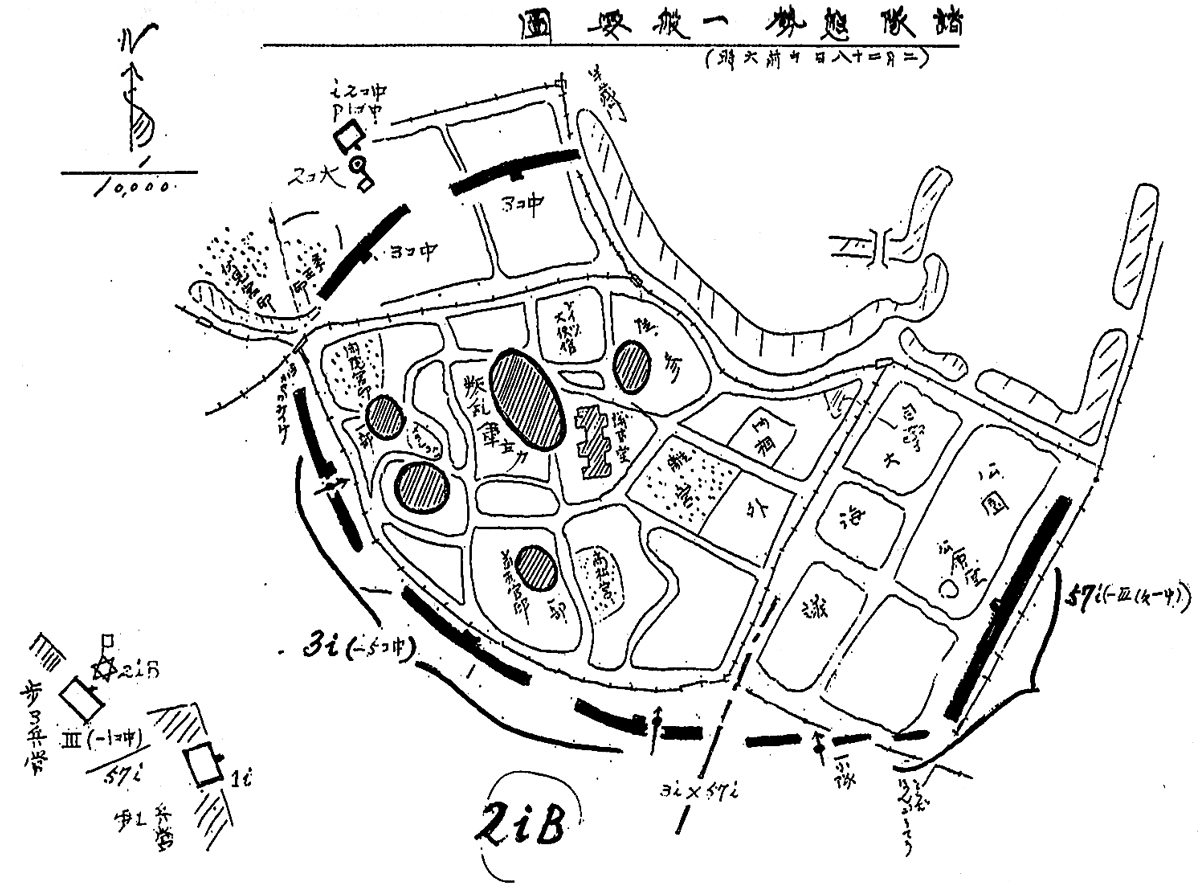
28日時点の反乱部隊の占拠

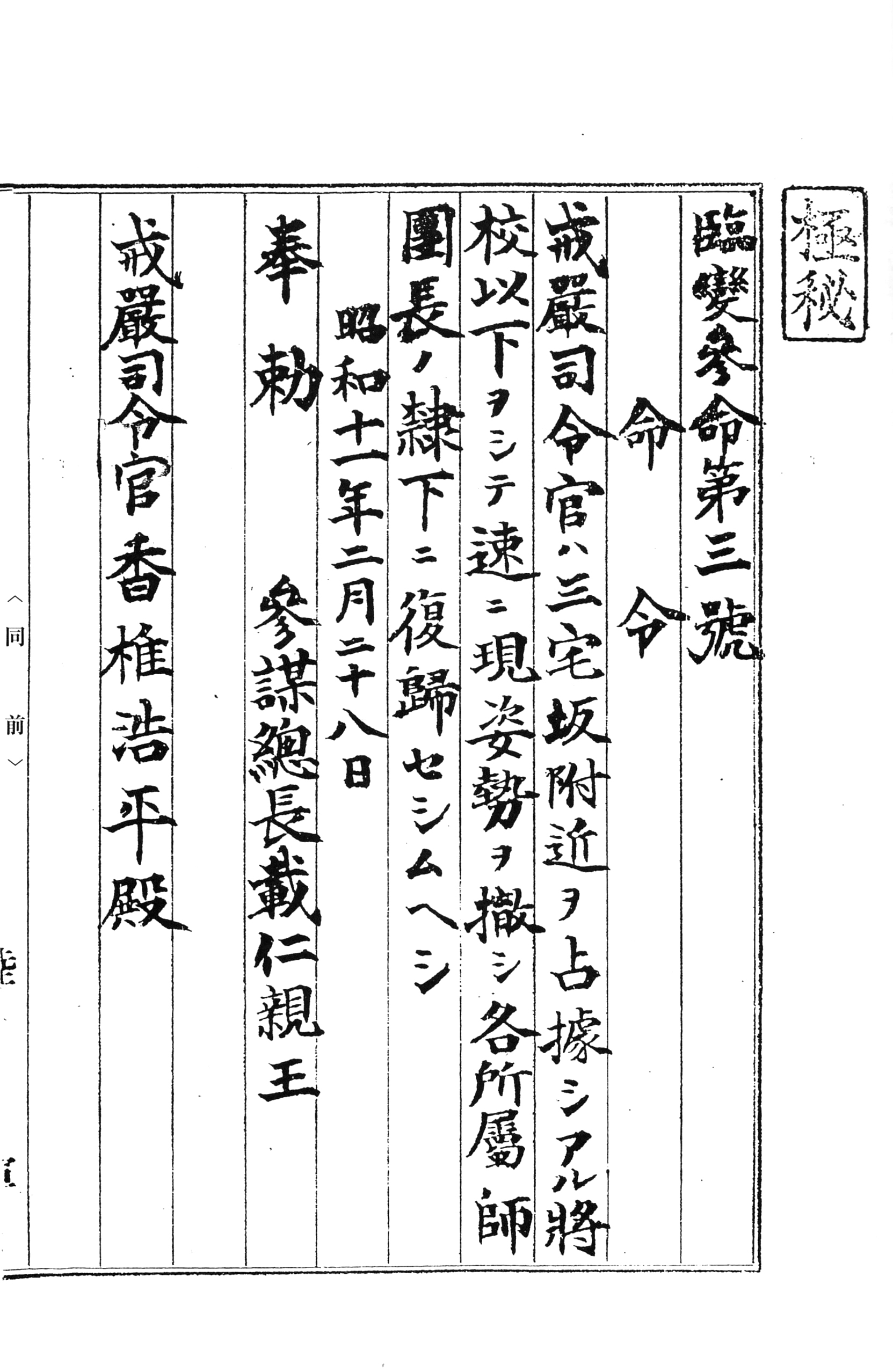
奉勅命令

午前0時、反乱部隊に奉勅命令の情報が伝わった。午前5時、遂に蹶起部隊を所属原隊に撤退させよという奉勅命令が戒厳司令官に下達され、5時半、香椎浩平戒厳司令官から堀丈夫第一師団長に発令され、6時半、堀師団長から小藤大佐に蹶起部隊の撤去、同時に奉勅命令の伝達が命じられた。小藤大佐は、今は伝達を敢行すべき時期にあらず、まず決起将校らを鎮静させる必要があるとして、奉勅命令の伝達を保留し、堀師団長に説得の継続を進言した。香椎戒厳司令官は堀師団長の申し出を了承し、武力鎮圧につながる奉勅命令の実施は延びた。自他共に皇道派とされる香椎戒厳司令官は反乱部隊に同情的であり、説得による解決を目指し、反乱部隊との折衝を続けていた。この日の早朝には自ら参内して「昭和維新」を断行する意志が天皇にあるか問いただそうとまでした。しかしすでに武力鎮圧の意向を固めていた杉山参謀次長が激しく反対したため「討伐」に意志変更した。
朝、石原莞爾大佐は、臨時総理をして建国精神の明徴、国防充実、国民生活の安定について上奏させ、国政全体を引き締めを内外に表明してはどうかと香椎戒厳司令官に意見具申した。また午前9時ごろ、撤退するよう決起側を説得していた満井佐吉中佐が戒厳司令部に戻ってきて、川島陸相、杉山参謀次長、香椎戒厳司令官、今井陸軍軍務局長、飯田参謀本部総務部長、安井戒厳参謀長、石原戒厳参謀などに対し、昭和維新断行の必要性、維新の詔勅の渙発と強力内閣の奏請を進言した。香椎司令官は無血収拾のために昭和維新断行の聖断をあおぎたい、と述べたが、杉山元参謀次長は再び反対し、武力鎮圧を主張した。
正午、山下奉文少将が奉勅命令が出るのは時間の問題であると反乱部隊に告げた。これをうけて、栗原中尉が反乱部隊将校の自決と下士官兵の帰営、自決の場に勅使を派遣してもらうことを提案した。川島陸相と山下少将の仲介により、本庄侍従武官長から奏上を受けた昭和天皇は「自殺スルナラバ勝手ニ為スベク、此ノ如キモノニ勅使ナド以テノ外ナリ」と非常な不満を示して叱責した。しかしこの後もしばらくは軍上層部の調停工作は続いた。
自決と帰営の決定事項が料亭幸楽に陣取る安藤大尉に届くと、安藤は激怒し、それがもとで決起側は自決と帰営の決定事項を覆した。午後1時半ごろ、事態の一転を小藤大佐が気づき、やがて、堀師団長、香椎戒厳司令官も知った。結局、奉勅命令は伝達できず、撤退命令もなかった。形式的に伝達したことはなかったが、実質的には伝達したも同様な状態であった、と小藤大佐は述べている。
午後4時、戒厳司令部は武力鎮圧を表明し、準備を下命（戒作命第10号の1）。同時刻、皇居には皇族7人（伏見宮博恭王、朝融王、秩父宮、東久邇宮、梨本宮、竹田宮、高松宮）が集まり、一致して天皇を支える方針を打ち出した。
午後6時、蹶起部隊に対する小藤の指揮権を解除（同第11号）。午後11時、翌29日午前5時以後には攻撃を開始し得る準備をなすよう、司令部は包囲軍に下命（同第14号）。
また、奉勅命令を知った反乱部隊兵士の父兄数百人が歩兵第3連隊司令部前に集まり、反乱部隊将校に対して抗議や説得の声を上げた。午後11時、「戒作命十四号」が発令され反乱部隊を「叛乱部隊」とはっきり指定し、「断乎武力ヲ以テ当面ノ治安ヲ恢復セントス」と武力鎮圧の命令が下った。
一方の反乱部隊の側も、28日夜から29日にかけて、栗原・中橋部隊は首相官邸、坂井・清原部隊は陸軍省・参謀本部を含む三宅坂、田中部隊と栗原部隊の1個小隊は赤坂見附の閑院宮邸附近、安藤・丹生部隊は山王ホテル、野中部隊は予備隊として新国会議事堂に布陣して包囲軍を迎え撃つ情勢となった。

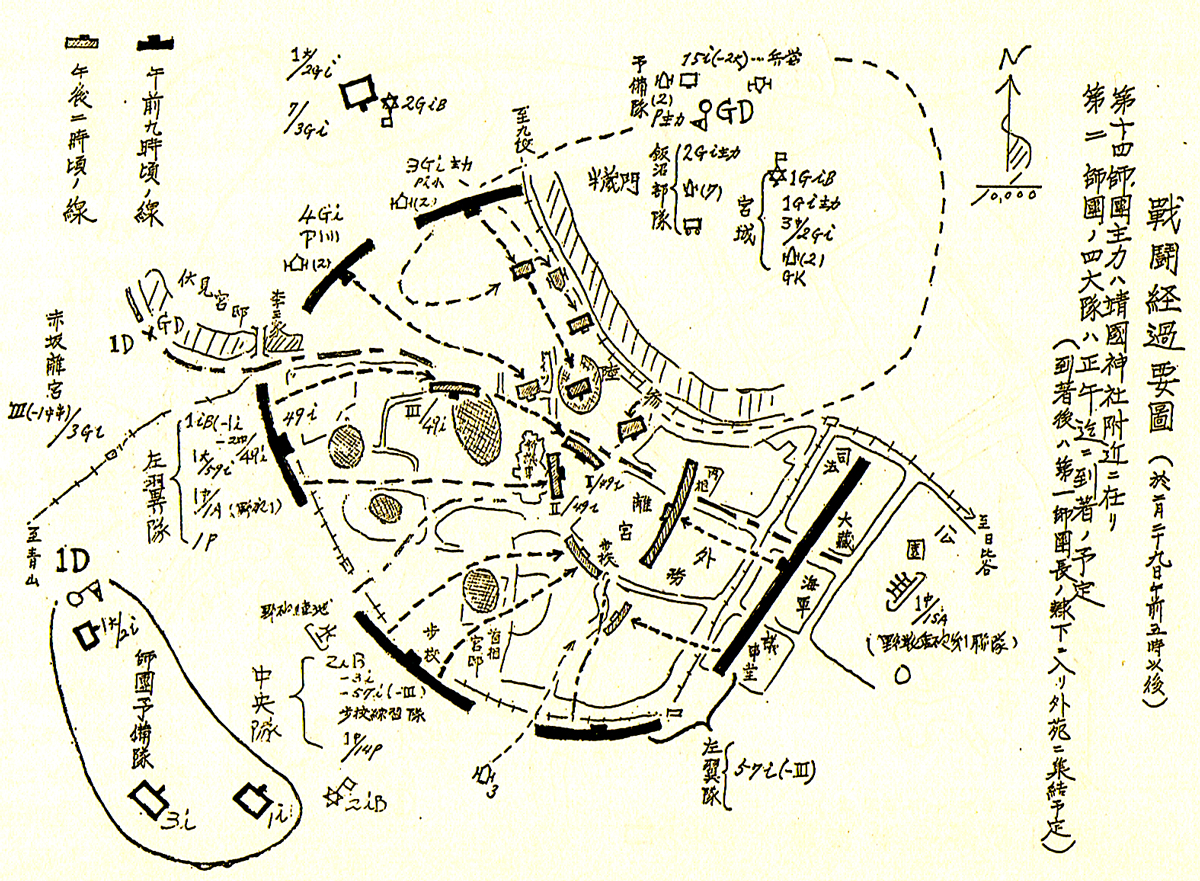
三方向から包囲された反乱部隊は抵抗のすべもなかった（29日）

### 29日

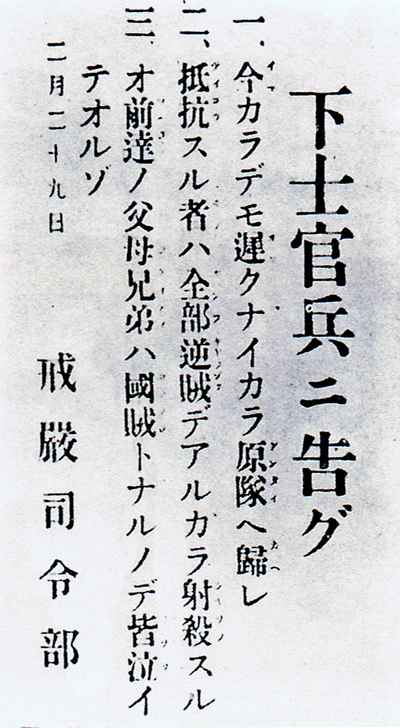
下士官兵に対し帰順を呼びかける「下士官兵ニ告グ」の伝単
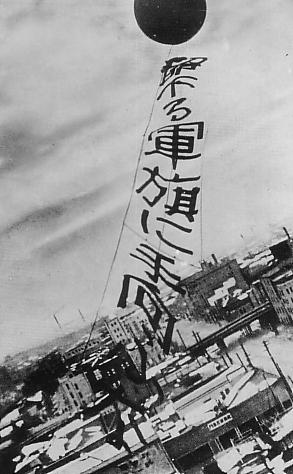
田村町の飛行館に掲げられた、投降を促すアドバルーン
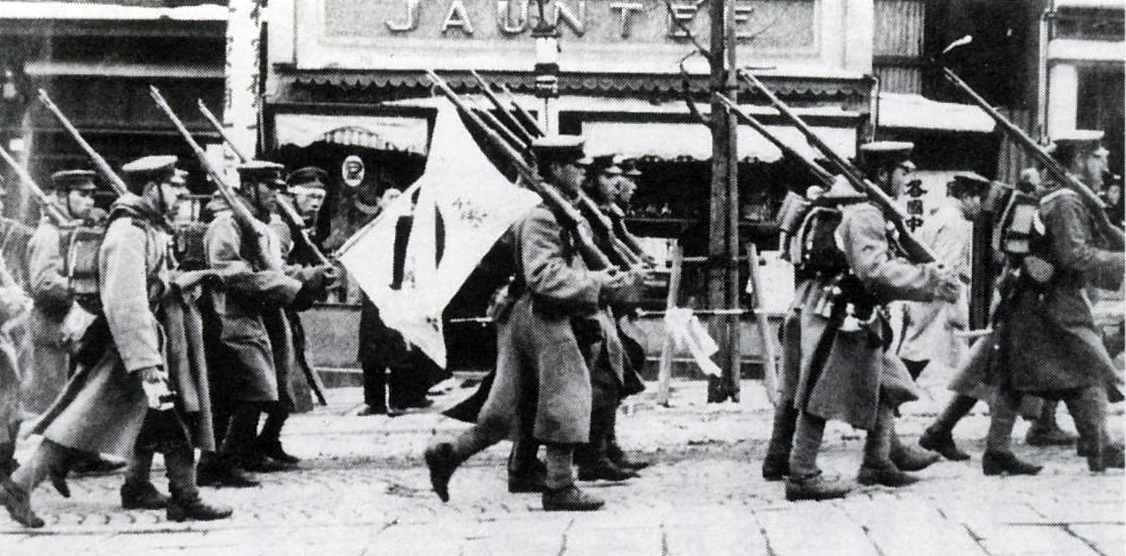
帰順する下士官兵

29日午前5時10分に討伐命令が発せられ、午前8時30分には攻撃開始命令が下された。戒厳司令部は近隣住民を避難させ、反乱部隊の襲撃に備えて愛宕山の日本放送協会東京中央放送局を憲兵隊で固めた。同時に投降を呼びかけるビラを飛行機で散布した。午前8時55分、ラジオで「兵に告ぐ」と題した「勅命が発せられたのである。既に天皇陛下のご命令が発せられたのである…」に始まる勧告が放送され、また田村町（現・西新橋）の飛行館には「勅命下る 軍旗に手向かふな」と記されたアドバルーンもあげられた。また師団長を始めとする直属上官が涙を流して説得に当たった。これによって反乱部隊の下士官兵は午後2時までに原隊に帰り、安藤輝三大尉は自決を図ったものの失敗した。残る将校達は陸相官邸に集まり、陸軍首脳部は自殺を想定して30あまりの棺桶も準備し、一同の代表者として渋川善助の調書を取ったが、野中大尉が強く反対したこともあり、法廷闘争を決意した。この際野中四郎大尉は自決したが、残る将校らは午後5時に逮捕され反乱はあっけない終末を迎えた。同日、北、西田、渋川といった民間人メンバーも逮捕された。

### 終焉
3月4日午後2時25分に山本又元少尉が東京憲兵隊に出頭して逮捕される。牧野伸顕襲撃に失敗して負傷し東京第一衛戍病院に収容されていた河野大尉は3月5日に自殺を図り、6日午前6時40分に死亡した。
3月6日の戒厳司令部発表によると、叛乱部隊に参加した下士官兵の総数は1400余名で、内訳は、近衛歩兵第3連隊は50余名、歩兵第1連隊は400余名（450人は超えない）、歩兵第3連隊は900余名、野戦重砲兵第7連隊は10数名であったという。また、部隊の説得に当たった第3連隊付の天野武輔少佐は、説得失敗の責任をとり29日未明に拳銃自殺した。

## 憲兵隊の動き
皇道派が陸軍内部で一大勢力を誇っていたこともあり、皇道派の精神は憲兵将校以下の頭にも深く浸透しており、反乱軍と同じ思想を持っている憲兵が大勢いた。中には、「自己を犠牲にして蹶起した彼らの目的を達してやるのが武士の情である」と主張する者までいたという。しかしながら、麹町憲兵分隊の特高主任をしていた小坂慶助曹長などは憲兵としての職務に忠実であり、岡田総理の救出を成功させるなどの活躍をしている。とはいえ、憲兵隊内部に皇道派の勢力が事件後も浸透しており、憲兵隊内部では小坂らは評価されず、正面切って罵倒する将校までいたという。

## 海軍の動き
2019年のNHKスペシャルでの調査による海軍極秘文書発見により、事件発生直後、昭和天皇は伏見宮博恭軍令部総長に会い、海軍がクーデターに参加する可能性がないことを伏見宮に確認し、大海令を発動し陸軍のクーデター部隊の鎮圧に対する準備を海軍が進めていたことが明らかになっている
。

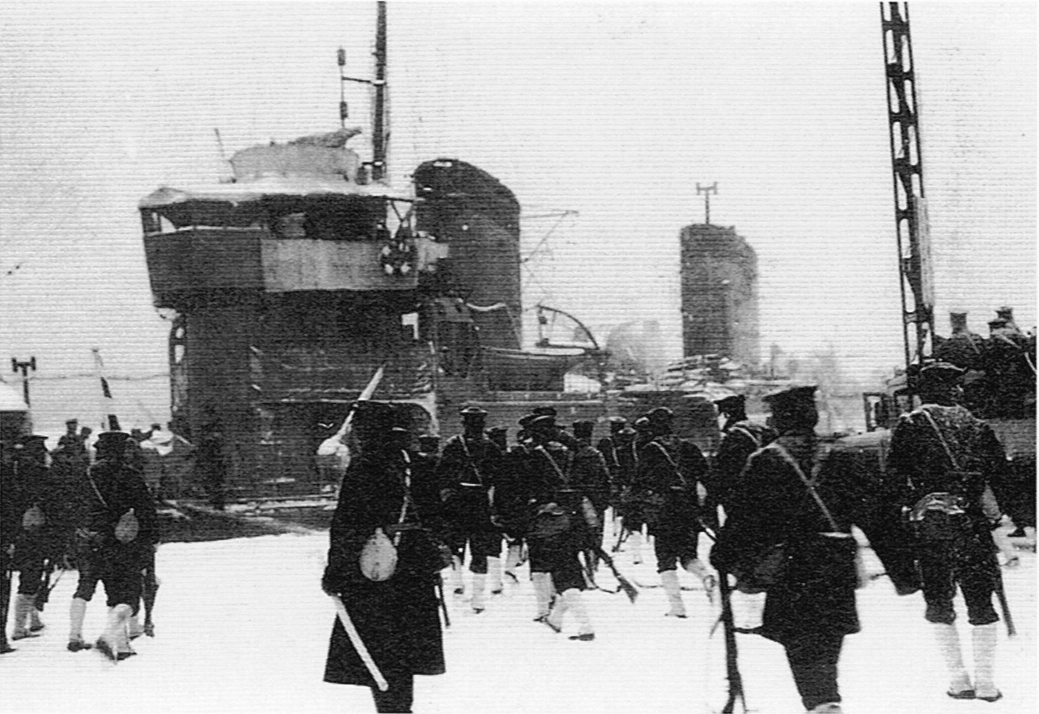
芝浦埠頭に上陸する海軍陸戦隊（26日午後）

また通信の傍受（シギント）を行った憲兵（東京憲兵隊長）からの情報として、海軍省は事件発生の一週間前には決起部隊の将校の名簿とその襲撃対象とされていた人物までの詳細な情報を掴んでいたが、この情報は次官クラスで極秘のまま隠蔽されていた。また、その後の事件の経過も詳細に記録している。
襲撃を受けた岡田総理・鈴木侍従長・斎藤内大臣がいずれも海軍出身の大将だったことから、東京市麹町区にあった海軍省は早くも26日午前に反乱部隊に対する徹底抗戦を発令、省舎の警備態勢を臨戦態勢に移した。
もとより海軍では事件の第一報当初より蜂起部隊を「反軍」（反乱軍）と位置付けていた。26日午後には横須賀鎮守府（米内光政司令長官）の海軍陸戦隊4個大隊を芝浦埠頭に上陸させるとともに、第一艦隊を東京湾内に急行させ、27日午後には旗艦「長門」以下各艦の主砲の照準を反乱軍の占拠する都内各地に合わさせた。
この臨戦態勢は大阪にも及び、27日午前には第二艦隊の各艦が大阪港外に投錨した。
また、海軍に対し叛乱軍将兵が自身らの拠点に海軍将校を1名派遣することを要求してきた際に、軍令部部員の岡田為次中佐を派遣させている。岡田中佐は岡田啓介内閣総理大臣と同じ苗字であることを利用して「同じ苗字の大先輩へ弔問をしたい」として遺体をいち早く確認し岡田総理が生存していることを確認した。
なお、陸軍側からは、皇道派と関係の深かった山本英輔海軍大将を首相とする案が出ていたが、結局は広田弘毅が就任した。

## 事件後の処理
陸軍の統制派は二・二六事件の蹶起がもたらした状況を最大限に利用した。政治の面では、岡田内閣の後継内閣の組閣過程に干渉し、軍部独裁政治を実現しようとした。そして、陸軍内部では二・二六事件後の粛軍人事として皇道派を排除し、陸軍内部の主導権も固めた。青年将校たちは統制派と対立していたが、青年将校たちが起こした二・二六事件は、皮肉にも統制派を利する結末となった。そしてこれが、日本の軍部ファッショ化の本格的なスタートでもあった。

### 政府・宮中

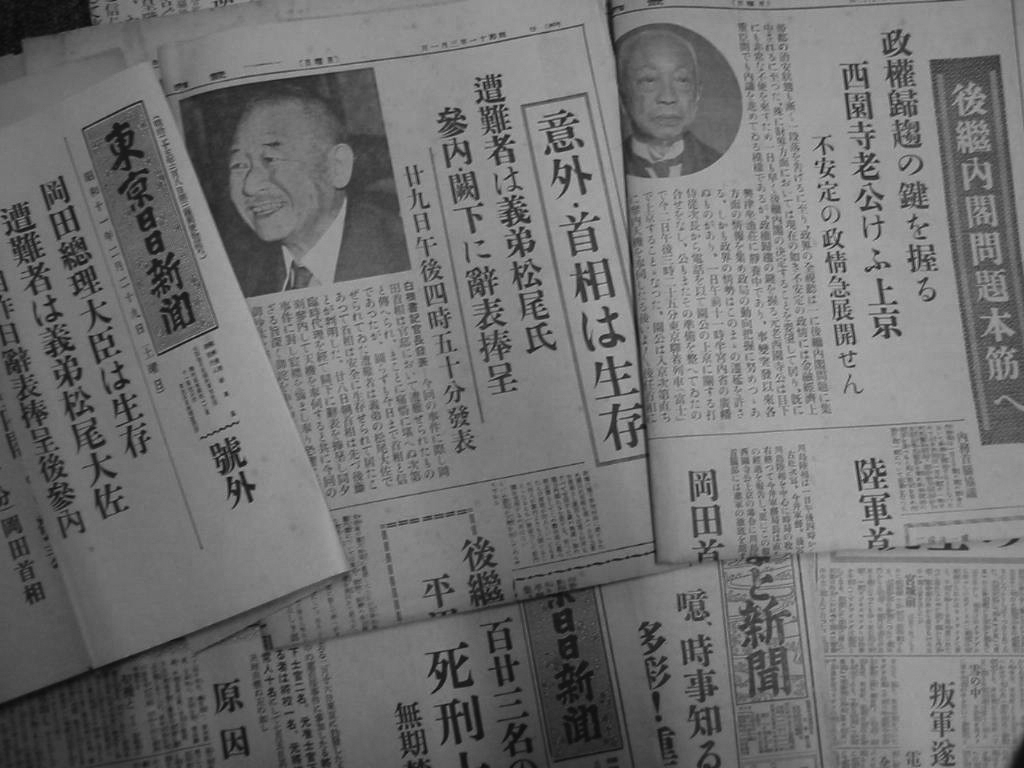
岡田総理の無事と事件後の政局を伝える新聞

事件の収拾後、岡田内閣は総辞職し、元老西園寺公望が後継首相の推薦にあたった。しかし組閣大命が下った近衛文麿は西園寺と政治思想が合わなかったため、病気と称して断った。一木枢密院議長が広田弘毅を西園寺に推薦した。西園寺は同意し、広田に組閣大命が下った。3月6日には新聞で新閣僚予定者の名簿も掲載され、親任式まで順調に進むかに思われた。
しかし陸軍は陸相声明として、「新内閣は自由主義的色彩を帯びてはならない」とまず釘をさした。そして、陸軍省軍務局の武藤章中佐が陸相代理として組閣本部に乗り込み、下村宏、中島知久平、川崎卓吉、小原直、吉田茂などを名指しして、自由主義的な思想を持つと思われる閣僚候補者の排除にかかった。広田は陸軍と交渉し、3名を閣僚に指名しないことで内閣成立にこぎつけた。
事件に対する陸軍の責任をめぐっては貴族院で「それでは叛軍に参謀本部や陸軍省が占領されて、たとえ二日でも三日でも職務を停止させられた、その責任はだれが負うか」と追及されたが、結局うやむやにして、だれも責任を取らず、裁判にもかけなかった。政治家は軍に逆らうことへの恐怖からますます軍部に従属していった。

### 反乱軍将校の免官等
20名が2月29日付で、3月2日には山本も免官となる。3月2日に山本元少尉を含む21名が、大命に反抗し、陸軍将校たるの本分に背き、陸軍将校分限令第3条第2号に該当するとして、位階の返上が命ぜられる。また、勲章も褫奪された。

### 殉職・負傷者
事件により、大臣達の護衛についていた5名の警察官が殉職し、1名が重傷を負った。これらの警察官は、勲八等白色桐葉章を授けられ、内務大臣から警察官吏及消防官吏功労記章を付与された。国民からの反響も大きく、全国から弔文十万通、弔慰金21万9833円が集まり、4月30日に弔慰金受付の打ち切りが発表されると、抗議の投書が新聞社に殺到するほどであった。築地本願寺において行われた合同警視庁葬においては数万人の市民が焼香した。
村上嘉茂左衛門巡査部長。警視庁警務部警衛課勤務（総理官邸配置）。死亡。福島県木幡村（現・二本松市）出身。五・一五事件の際も犬養毅首相の官邸警備を担当していたが、非番に当たっており難を逃れた。
土井清松巡査。警視庁警務部警衛課勤務（総理官邸配置）。死亡。赤坂表町署から本庁へと異動した巡査で、のちに空襲カメラマンと言われた石川光陽とは赤坂表町警察署勤務時代からの同僚だった。
清水与四郎巡査。警視庁杉並署兼麹町署勤務（総理官邸配置）。死亡。彼の血で染まった庭の芝生は移植され警視庁警備部警護課の窓辺に置かれている。
小館喜代松巡査。警視庁警務部警衛課勤務（総理官邸配置）。死亡。
皆川義孝巡査。警視庁警務部警衛課勤務（牧野礼遇随衛）。死亡。
玉置英夫巡査。麻布鳥居坂警察署兼麹町警察署勤務（蔵相官邸配置）。重傷。
警察関係者は、「これ(ニ•ニ六事件での警察官の被害)が原因で戦後の陸上自衛隊も警視庁公安部公安第3課の監視対象になっている」と語っている。
この他に、歩兵第15連隊の兵士4人が、暖房用の炭火による一酸化炭素中毒で死亡するなど、鎮圧側部隊の兵士計6名が、29日から3月1日にかけて死亡している。

### 皇道派陸軍幹部
事件当時に軍事参議官であった陸軍大将のうち、荒木・真崎・阿部・林の4名は3月10日付で予備役に編入された。侍従武官長の本庄繁は女婿の山口一太郎大尉が事件に関与しており、事件当時は反乱を起こした青年将校に同情的な姿勢をとって昭和天皇の思いに沿わない奏上をしたことから事件後に辞職し、4月に予備役となった。陸軍大臣であった川島は3月30日に、戒厳司令官であった香椎浩平中将は7月に、それぞれ不手際の責任を負わされる形で予備役となった。
やはり皇道派の主要な人物であった陸軍省軍事調査部長の山下奉文少将は歩兵第40旅団長に転出させられ、以後1940年（昭和15年）に陸軍航空本部長を務めた他は二度と中央の要職に就くことはなかった。
また、これらの引退した陸軍上層部が陸軍大臣となって再び陸軍に影響力を持つようになることを防ぐために、次の広田弘毅内閣の時から軍部大臣現役武官制が復活することになった。この制度は政治干渉に関わった将軍らが陸軍大臣に就任して再度政治に不当な干渉を及ぼすことのないようにするのが目的であったが、後に陸軍が後任陸相を推薦しないという形で内閣の命運を握ることになってしまった。
事件当時関東軍憲兵司令官だった東條英機は、永田の仇打ちとばかり、当時満州にいた皇道派の軍人を根こそぎ逮捕して獄舎に送り、「これで少しは胸もすいた」と述懐した。
当時の陸軍人事局長であった後宮淳中将から、事後処理のため近衛歩兵第2連隊付から参謀本部庶務課高級部員（課長代理）に抜擢された富永恭次は、難航すると思われた皇道派将校からの予備役編入願を手際よく集めてきたため、大きな混乱もなく多数の皇道派将校を予備役行きにすることができて、富永の実務能力への評価が高まった。関東軍の東條も目にかけてきた富永の優秀な仕事ぶりの噂を聞くと喜び、相沢事件で皇道派の将校相沢三郎に殺害された、東條にとっての恩人であった永田鉄山の仇をとってくれたとさらに富永を高く評価することとなり、のちに富永が「東條の腰巾着」などと揶揄されるほど重用されるきっかけともなった。

### 事件に関わった下士官兵
以下この事件に関わった下士官兵は、一部を除き、その大半が反乱計画を知らず、上官の命に従って適法な出動と誤認して襲撃に加わっていた。「命令と服従」の関係が焦点となり、下士官・兵に対する処罰が軍法会議にかけられた。無罪となった兵士たちは、それぞれの連隊に帰ったが、歩兵第1連隊も歩兵第3連隊もすでに渡満していたことから、彼らは留守部隊の所属となっていた。そこで無罪放免となった歩兵第3連隊の兵隊たちのうち8名は渡満を希望し、8月上旬に東京を出発して満州北部のチチハルに駐在する歩兵第3連隊へと向かった。しかし、ここで事件後に着任した湯浅政雄連隊長から思いがけないことを言われた。8人の中の1人だった春山安雄伍長勤務上等兵は証言している。「到着するとすぐに本部に行き晴々した気持ちで連隊長に申告したところ、湯浅連隊長はいきなり『軍旗をよごした不忠者めが』と怒鳴り、軍旗の前に引き出され、散々にしぼられた」春山伍勤上等兵は「私たちは命令によって行動したのに不忠者とは何ごとか」と連隊長の言葉に反発し、思わずムッとして開き直った態度をとると、さらに、「何だ、その態度は!」と一喝された。
反乱軍とみなされていたのは軍法会議に付された者ばかりではなかった。歩兵第3連隊は5月22日に渡満の途についたが、出発に先立ち湯浅連隊長は「お前たちは事件に参加したのだから、渡満後は名誉挽回を目標に軍務に精励し、白骨となって帰還せよ」と訓示したという。これに対して、歩兵第3連隊第3中隊の福田守次上等兵は「早い話が名誉挽回のため死んでお詫びせよという意味らしかった。兵隊に対する激励の言葉とは思われず反発を感じた」と戦後に憤りを語っている。こうした事情は歩兵第1連隊も同じで、歩兵第1連隊第11中隊の堀口真助二等兵の回想によると、歩兵第1連隊の新連隊長に着任した牛島満大佐も「汚名をすすぐために全員白木の箱で帰還せよ」と発言したという。事件に参加した兵たちは、中国などの戦場の最前線に駆り出され戦死することとなった者も多い。特に安藤中隊にいた者たちは殆どが戦死した。
歩兵第3連隊の機関銃隊に所属していて反乱に参加させられてしまった者に小林盛夫二等兵（落語家。後の人間国宝・5代目柳家小さん。当時は前座）や畑和二等兵（後の埼玉県知事、社会党衆議院議員）がいる。また、歩兵第1連隊第5中隊には、後に映画監督として『ゴジラ』や『モスラ』といった東宝特撮映画を撮る本多猪四郎がいた。

### 反乱軍を出した部隊
反乱軍を出した各部隊等では指揮官が責任を問われ更迭された。近衛・第1師団長は、1936年（昭和11年）3月23日に待命、予備役編入された。また、各連隊長も、1936年（昭和11年）3月28日に交代が行われた。
東京警備司令部司令官は、1936年（昭和11年）4月2日に、香椎浩平中将から岩越恒一中将へ交代。香椎浩平中将は、待命となり、同年7月10日に予備役に編入される。
近衛師団師団長は、1936年（昭和11年）3月23日に、橋本虎之助中将から香月清司中将へ交代。橋本中将は同年7月10日、予備役編入。
近衛歩兵第2旅団旅団長は、1936年（昭和11年）3月23日に、大島陸太郎少将から秦雅尚少将へ交代。大島少将は同年7月10日、予備役編入。
近衛歩兵第3連隊連隊長は、1936年（昭和11年）3月28日に、園山光蔵大佐から井上政吉大佐へ交代。園山大佐は同年7月10日、予備役編入。
第1師団師団長は、1936年（昭和11年）3月23日に、堀丈夫中将から河村恭輔中将へ交代。堀中将は同年7月10日、予備役編入。
歩兵第1旅団旅団長は、1936年（昭和11年）3月23日に、佐藤正三郎少将から小泉恭次少将へ交代。佐藤少将は同年7月10日、予備役編入。
歩兵第1連隊連隊長は、1936年（昭和11年）3月28日に、小藤恵大佐から牛島満大佐へ交代。小藤大佐は同年7月10日、予備役編入。
歩兵第2旅団旅団長は、1936年（昭和11年）3月23日に、工藤義雄少将から関亀治少将へ交代。工藤少将は同年7月10日、予備役編入。
歩兵第3連隊連隊長は、1936年（昭和11年）3月28日に、渋谷三郎大佐から湯浅政雄大佐へ交代。渋谷大佐は同年7月10日、予備役編入。
野戦重砲兵第3旅団旅団長は、1936年（昭和11年）3月23日に、石田保道少将から菊池門也少将へ交代。石田少将は同年7月10日、予備役編入。
野戦重砲兵第7連隊連隊長は、1936年（昭和11年）3月28日に、真井鶴吉大佐から北島驥子雄大佐へ交代。真井大佐は同年7月10日、予備役編入。

## 捜査・公判
事件の裏には、陸軍中枢の皇道派の大将クラスの多くが関与していた可能性が疑われるが、「血気にはやる青年将校が不逞の思想家に吹き込まれて暴走した」という形で世に公表された。
事件後、東條英機ら統制派は軍法会議によって皇道派の勢力を一掃し、結果としては陸軍では統制派の政治的発言力がますます強くなることとなった。
事件後に事件の捜査を行った匂坂春平陸軍法務官（後に法務中将。明治法律学校卒業。軍法会議首席検察官）や憲兵隊は、黒幕を含めて事件の解明のため尽力をする。
2月28日、陸軍省軍務局軍務課の武藤章らは厳罰主義により速やかに処断するために、緊急勅令による特設軍法会議の設置を決定し、直ちに緊急勅令案を起草し、閣議、枢密院審査委員会、同院本会議を経て、3月4日に東京陸軍軍法会議を設置した。法定の特設軍法会議は合囲地境戒厳下でないと設置できず、容疑者が所属先の異なる多数であり、管轄権などの問題もあったからでもあった。特設軍法会議は常設軍法会議にくらべ、裁判官の忌避はできず、一審制で非公開、かつ弁護人なしという過酷で特異なものであった。匂坂春平陸軍法務官らとともに、緊急勅令案を起草した大山文雄陸軍省法務局長は「陸軍省には普通の裁判をしたくないという意向があった」と述懐する。東京陸軍軍法会議の設置は、皇道派一掃のための、統制派によるカウンター・クーデターともいえる。
迅速な裁判は、天皇自身の強い意向でもあった。特設軍法会議の開設は、枢密院の審理を経て上奏され、天皇の裁可を経て3月4日に公布されたものである。この日、天皇は本庄繁侍従武官長に対して、裁判は迅速にやるべきことを述べた。すなわち、「軍法会議の構成も定まりたることなるが、相沢中佐に対する裁判の如く、優柔の態度は、却って累を多くす。此度の軍法会議の裁判長、及び判士には、正しく強き将校を任ずるを要す」と言ったのである。
実際、裁判は非公開の特設軍法会議の場で迅速に行われた。その方法は、審理の内容を徹底して「反乱の四日間」に絞り込み、その動機についての審理を行わないことであった。これは先の相沢事件の軍法会議が通常の公開の軍法会議の形で行われた結果、軍法会議が被告人らの思想を世論へ訴える場となって報道も過熱し、被告人らの思想に同情が集まるような事態になっていたことへの反省もあると思われる。2.26事件の審理では非公開で、動機の審理もしないこととした結果、蹶起した青年将校らは「昭和維新の精神」を訴える機会を封じられてしまった。
当時の陸軍刑法（明治41年法律第46号）第25条は、次の通り反乱の罪を定めている。

第二十五條
黨ヲ結ヒ兵器󠄁ヲ執リ叛亂ヲ爲シタル者󠄁ハ左ノ區別ニ從テ處斷ス
一 首魁ハ死𠛬ニ處ス
二 謀議ニ參與シ又ハ群衆󠄁ノ指揮ヲ爲シタル者󠄁ハ死𠛬、無期󠄁若ハ五年以上ノ懲󠄁役又ハ禁錮ニ處シ其ノ他諸󠄀般ノ職務ニ從事シタル者󠄁ハ三年以上ノ有󠄁期󠄁ノ懲󠄁役又ハ禁錮ニ處ス
三 附和隨行シタル者󠄁ハ五年以下ノ懲󠄁役又ハ禁錮ニ處ス

事件の捜査は、憲兵隊等を指揮して、匂坂春平陸軍法務官らが、これに当たった。また、東京憲兵隊特別高等課長の福本亀治陸軍憲兵少佐らが黒幕の疑惑のあった真崎大将などの取調べを担当した。
そして、小川関治郎陸軍法務官（明治法律学校卒業。軍法会議裁判官）を含む軍法会議において公判が行われ、青年将校・民間人らの大半に有罪判決が下る。磯部浅一はこの判決を死ぬまで恨みに思っていた。また栗原や安藤は「死刑になる人数が多すぎる」と衝撃を受けていた。
民間人を受け持っていた吉田悳裁判長は、北一輝と西田税は二・二六事件に直接の責任はないとして、不起訴、ないしは執行猶予の軽い禁錮刑を言い渡すべきことを主張したが、寺内陸相は、「両人は極刑にすべきである。両人は証拠の有無にかかわらず、黒幕である」と極刑の判決を示唆した。
軍法会議の公判記録は戦後その所在が不明となり、公判の詳細は長らく明らかにされないままであった。そのため、公判の実態を知る手がかりは磯辺が残した「獄中手記」などに限られていた。匂坂が自宅に所蔵していた公判資料が遺族およびNHKのディレクターだった中田整一、作家の澤地久枝、元陸軍法務官の原秀男らによって明らかにされたのは1988年のことである。中田や澤地は、匂坂が真崎甚三郎や香椎浩平の責任を追及しようとして陸軍上層部から圧力を受けたと推測し、真崎を起訴した点から匂坂を「法の論理に徹した」として評価する立場を取った。これに対して元被告であった池田俊彦は、「匂坂法務官は軍の手先となって不当に告発し、人間的感情などひとかけらもない態度で起訴し、全く事実に反する事項を書き連ねた論告書を作製し、我々一同はもとより、どう見ても死刑にする理由のない北一輝や西田税までも不当に極刑に追い込んだ張本人であり、二・二六事件の裁判で功績があったからこそ関東軍法務部長に栄転した（もう一つの理由は匂坂法務官の身の安全を配慮しての転任と思われる）」と反論した。また田々宮英太郎は、寺内寿一大将に仕える便佞の徒にすぎなかったのではないか、と述べている。これらの意見に対し北博昭は、「法技術者として、定められた方針に従い、その方針が全うせられるように法的側面から助力すべき役割を課せられているのが、陸軍法務官」とし、匂坂は「これ以上でも以下でもない」と評した。北はその傍証として、匂坂が陸軍当局の意向に沿うよう真崎・香椎の両名について二種類の処分案（真崎は起訴案と不起訴案、香椎は身柄拘束案と不拘束案）を作成して各選択肢にコメントを付した点を挙げ、「陸軍法務官の分をわきまえたやり方」と述べている。
匂坂春平はのちに「私は生涯のうちに一つの重大な誤りを犯した。その結果、有為の青年を多数死なせてしまった、それは二・二六事件の将校たちである。検察官としての良心から、私の犯した罪は大きい。死なせた当人たちはもとより、その遺族の人々にお詫びのしようもない」と話したという。ひたすら謹慎と贖罪の晩年を送った。「尊王討奸」を叫んだ反乱将校を、ようやく理解する境地に至ったことが窺える。
公判記録は戦後に連合国軍最高司令官総司令部 (GHQ) が押収したのち、返還されて東京地方検察庁に保管されていたことが1988年9月になって判明した。だがこれらは関係者の実名が多く載せられているためか撮影・複写すら禁止されており、1993年に研究目的でようやく一部の閲覧が認められるようになった。池田俊彦は、元被告という立場を利用して公判における訊問と被告陳述の全記録を一字一字筆写し、1998年に出版した。2001年2月21日に放送された「その時歴史が動いた シリーズ二・二六事件後編『東京陸軍軍法会議 〜もう一つの二・二六事件〜』」において、初めて一部撮影が許可された。2014年から国立公文書館に軍法会議録が移管され、2022年には『オンライン版 二・二六事件東京陸軍軍法会議録』として公開された。
民間人に関しては、木内曽益検事が主任検事として事件の処理に当たった。

## 判決

### 自決
自決等
| 階級       | 氏名     | 職名                       | 年齢 | 陸士期 |
| ---------- | -------- | -------------------------- | ---- | ------ |
| 歩兵大尉   | 野中四郎 | 歩兵第3連隊第7中隊長       | 32歳 | 36期   |
| 航空兵大尉 | 河野壽   | 所沢陸軍飛行学校操縦科学生 | 28歳 | 40期   |

階級・所属部隊・年齢等は事件当日のもの。階級名の「陸軍」は省略した。罪名中の「群集指揮等」とは「謀議参与又は群集指揮等」のこと。以下各表について同じ。

### 第1次処断（昭和11年7月5日まで判決言渡）
| 刑       | 罪名                 | 階級         | 氏名       | 職名                                | 陸士期 |
| -------- | -------------------- | ------------ | ---------- | ----------------------------------- | ------ |
| 死刑     | 叛乱罪（首魁）       | 歩兵大尉     | 香田清貞   | 歩兵第1旅団副官                     | 37期   |
| 死刑     | 叛乱罪（首魁）       | 歩兵大尉     | 安藤輝三   | 歩兵第3連隊第6中隊長                | 38期   |
| 死刑     | 叛乱罪（首魁）       | 歩兵中尉     | 栗原安秀   | 歩兵第1連隊（機関銃隊）附           | 41期   |
| 死刑     | 叛乱罪（群衆指揮等） | 歩兵中尉     | 竹嶌継夫   | 豊橋陸軍教導学校歩兵学生隊附        | 40期   |
| 死刑     | 叛乱罪（群衆指揮等） | 歩兵中尉     | 対馬勝雄   | 豊橋陸軍教導学校歩兵学生隊附        | 41期   |
| 死刑     | 叛乱罪（群衆指揮等） | 歩兵中尉     | 中橋基明   | 近衛歩兵第3連隊（第7中隊）附        | 41期   |
| 死刑     | 叛乱罪（群衆指揮等） | 歩兵中尉     | 丹生誠忠   | 歩兵第1連隊（第11中隊）附           | 43期   |
| 死刑     | 叛乱罪（群衆指揮等） | 歩兵中尉     | 坂井直     | 歩兵第3連隊（第1中隊）附            | 44期   |
| 死刑     | 叛乱罪（群衆指揮等） | 砲兵中尉     | 田中勝     | 野戦重砲兵第7連隊（第4中隊）附      | 45期   |
| 死刑     | 叛乱罪（群衆指揮等） | 工兵少尉     | 中島莞爾   | 鉄道第2連隊附（陸軍砲工学校分遣）   | 46期   |
| 死刑     | 叛乱罪（群衆指揮等） | 砲兵少尉     | 安田優     | 野砲兵第7連隊附（陸軍砲工学校分遣） | 46期   |
| 死刑     | 叛乱罪（群衆指揮等） | 歩兵少尉     | 高橋太郎   | 歩兵第3連隊（第1中隊）附            | 46期   |
| 死刑     | 叛乱罪（群衆指揮等） | 歩兵少尉     | 林八郎     | 歩兵第1連隊（機関銃隊）附           | 47期   |
| 死刑     | 叛乱罪（首魁）       | 元歩兵大尉   | 村中孝次   |                                     | 37期   |
| 死刑     | 叛乱罪（首魁）       | 元一等主計   | 磯部浅一   |                                     | 38期   |
| 死刑     | 叛乱罪（群衆指揮等） | 元士官候補生 | 渋川善助   |                                     | 39期   |
| 無期禁錮 | 叛乱罪（群衆指揮等） | 歩兵少尉     | 麦屋清済   | 歩兵第3連隊（第1中隊）附            | 特志   |
| 無期禁錮 | 叛乱罪（群衆指揮等） | 歩兵少尉     | 常盤稔     | 歩兵第3連隊（第7中隊）附            | 47期   |
| 無期禁錮 | 叛乱罪（群衆指揮等） | 歩兵少尉     | 鈴木金次郎 | 歩兵第3連隊（第10中隊）附           | 47期   |
| 無期禁錮 | 叛乱罪（群衆指揮等） | 歩兵少尉     | 清原康平   | 歩兵第3連隊（第3中隊）附            | 47期   |
| 無期禁錮 | 叛乱罪（群衆指揮等） | 歩兵少尉     | 池田俊彦   | 歩兵第1連隊（第1中隊）附            | 47期   |
| 禁錮4年  |                      | 歩兵少尉     | 今泉義道   | 近衛歩兵第3連隊（第7中隊）附        | 47期   |

田中光顕伯、浅野長勲侯が、元老、重臣に勅命による助命願いに奔走したが、湯浅内府が反対した。
7月12日、磯部浅一・村中孝次を除く、後述の水上源一を含む、15名の刑が執行された。

### 第2次処断（昭和11年7月29日判決言渡）
| 刑       | 罪名                                 | 階級     | 氏名       | 職名                      | 陸士期 |
| -------- | ------------------------------------ | -------- | ---------- | ------------------------- | ------ |
| 無期禁錮 | 叛乱者を利す                         | 歩兵大尉 | 山口一太郎 | 歩兵第1連隊第7中隊長      | 33期   |
| 禁錮4年  | 叛乱者を利す                         | 歩兵中尉 | 柳下良二   | 歩兵第3連隊（機関銃隊）附 | 45期   |
| 禁錮6年  | 司令官軍隊を率い故なく配置の地を離る | 歩兵中尉 | 新井勲     | 歩兵第3連隊（第10中隊）附 | 43期   |
| 禁錮6年  | 叛乱予備                             | 一等主計 | 鈴木五郎   | 歩兵第6連隊附             | 38期   |
| 禁錮4年  | 叛乱予備                             | 歩兵中尉 | 井上辰雄   | 豊橋陸軍教導学校附        | 43期   |
| 禁錮4年  | 叛乱予備                             | 歩兵中尉 | 塩田淑夫   | 歩兵第8連隊附             | 44期   |

### 背後関係処断（昭和12年1月18日判決言渡）
| 刑                        | 罪名 | 階級     | 氏名       | 職名                  | 陸士期 |
| ------------------------- | ---- | -------- | ---------- | --------------------- | ------ |
| 禁錮3年                   |      | 歩兵中佐 | 満井佐吉   | 陸軍大学校兵学教官    | 26期   |
| 禁錮5年                   |      | 歩兵大尉 | 菅波三郎   | 歩兵第45連隊第1中隊長 | 37期   |
| 禁錮4年                   |      | 歩兵大尉 | 大蔵栄一   | 歩兵第73連隊第2中隊長 | 37期   |
| 禁錮4年                   |      | 歩兵大尉 | 末松太平   | 歩兵第5連隊歩兵砲隊長 | 39期   |
| 禁錮3年                   |      | 歩兵中尉 | 志村陸城   | 歩兵第5連隊附         | 44期   |
| 禁錮1年6月                |      | 歩兵中尉 | 志岐孝人   | 歩兵第13連隊附        | 44期   |
| 禁錮5年                   |      | 予備少将 | 斎藤瀏     |                       | 12期   |
| 禁錮2年                   |      |          | 越村捨次郎 |                       |        |
| 禁錮3年                   |      |          | 福井幸     |                       |        |
| 禁錮3年                   |      |          | 町田専蔵   |                       |        |
| 禁錮1年6月                |      |          | 宮本正之   |                       |        |
| 禁錮2年（執行猶予4年）    |      |          | 加藤春海   |                       |        |
| 禁錮1年6月（執行猶予4年） |      |          | 佐藤正三   |                       |        |
| 禁錮1年6月（執行猶予4年） |      |          | 宮本誠三   |                       |        |
| 禁錮1年6月（執行猶予4年） |      |          | 杉田省吾   |                       |        |

### 背後関係処断（昭和12年8月14日判決言渡）
| 刑       | 罪名                       | 階級       | 氏名             | 備考     | 年齢 |
| -------- | -------------------------- | ---------- | ---------------- | -------- | ---- |
| 死刑     | 叛乱罪（首魁）             |            | 北輝次郎（一輝） |          | 52歳 |
| 死刑     | 叛乱罪（首魁）             | 元騎兵少尉 | 西田税           | 陸士34期 | 34歳 |
| 無期禁錮 | 叛乱罪（謀議参与）         |            | 亀川哲也         |          |      |
| 禁錮3年  | 叛乱罪（諸般の職務に従事） |            | 中橋照夫         |          |      |

1937年（昭和12年）8月19日に、北一輝・西田税・磯部浅一・村中孝次の刑が執行された。

### 真崎の事件関与
事件の黒幕と疑われた真崎甚三郎大将（前教育総監。皇道派）は、1937年（昭和12年）1月25日に反乱幇助で軍法会議に起訴されたが、否認した。論告求刑は反乱者を利する罪で禁錮13年であったが、9月25日に無罪判決が下る。もっとも、1936年3月10日に真崎大将は予備役に編入される。つまり事実上の解雇である。彼自身は晩年、自分が二・二六事件の黒幕として世間から見做されている事を承知しており、これに対して怒りの感情を抱きつつも諦めの境地に入っていたことが、当時の新聞から窺える。また、26日に蹶起を知った際には連絡した亀川に「残念だ、今までの努力が水泡に帰した」と語ったという。
一方、真崎甚三郎の取調べに関する亀川哲也第二回聴取書によると、相沢公判の控訴取下げに関して、鵜沢総明博士の元老訪問に対する真崎大将の意見聴取が真の訪問目的であり、青年将校蹶起に関する件は、単に時局の収拾をお願いしたいと考え、附随して申し上げた、と証言している。鵜沢博士の元老訪問に関するやりとりのあと、亀川が「なお、実は今早朝、一連隊と三連隊とが起って重臣を襲撃するそうです。万一の場合は、悪化しないようにご尽力をお願い致したい」と言うと、「もしそういうことがあったら、今まで長い間努力してきたことが全部水泡に帰してしまう」とて、大将は大変驚いて、茫然自失に見えたという。そして、亀川が辞去する際、玄関で、「この事件が事実でありましたら、またご報告に参ります」と言うと、真崎は「そういうことがないように祈っている」と答えた。また、亀川は、真崎大将邸辞去後、鵜沢博士を訪問しての帰途、高橋蔵相邸の前で着剣する兵隊を見て、とうとうやったなと感じ、後に久原房之助邸に行ったときに事実を詳しく知った次第であり、真崎邸を訪問するときは事件が起こったことは全然知るよしもなかった、ということである。
しかし、反乱軍に同情的な行動を取っていたことは確かであり、26日午前9時半に陸相官邸を訪れた際には磯部浅一に「お前達の気持ちはヨウッわかっとる。ヨウッーわかっとる。」と声を掛けたとされ、また川島陸相に反乱軍の蹶起趣意書を天皇に上奏するよう働きかけている。このことから真崎大将の関与を指摘する主張もある。
一方、当時真崎大将の護衛であった金子桂憲兵伍長（少尉候補者第21期、昭和19年9月1日調では北部憲兵隊司令部附、憲兵中尉）の戦後の証言によると、真崎大将は「お前達の気持ちはヨウッわかっとる。ヨウッーわかっとる」とは全然言っておらず、「国体明徴と統帥権干犯問題にて蹶起し、斎藤内府、岡田首相、高橋蔵相、鈴木侍従長、渡辺教育総監および牧野伸顕に天誅を加えました。牧野伸顕のところからは確報はありません。目下議事堂を中心に陸軍省、参謀本部などを占拠中であります」との言に対し、真崎大将は「馬鹿者! 何ということをやったか」と大喝し、「陸軍大臣に会わせろ」と言ったとしている。
また、終戦後に極東国際軍事裁判の被告となった真崎大将の担当係であったロビンソン検事の覚書きには「証拠の明白に示すところは真崎が二・二六事件の被害者であり、或はスケープゴートされたるものにして、該事件の関係者には非ざりしなり」と記されており、寺内寿一陸軍大臣が転出したあと裁判長に就任した磯村年大将は、「真崎は徹底的に調べたが、何も悪いところはなかった。だから当然無罪にした」と戦後に証言している。真崎は好人物で誰の話でも親身になって聞くため、脈ありと誤解されて勝手に祭り上げられていただけの可能性が高い。
決起した青年将校には、天皇主義グループ（主として実戦指揮官など）と改造主義グループ（政情変革を狙っており、北一輝の思想に影響を受けた磯部、栗原など）があり、特に後者はクーデター後を睨んで宮中などへの上部工作を行った。また陸軍省・参謀本部ではクーデターが万一成就した時の仮政府について下記のように予想していた。
- 内閣総理大臣 真崎甚三郎
- 内大臣あるいは参謀総長 荒木貞夫
- 陸軍大臣 小畑敏四郎あるいは柳川平助
- 大蔵大臣 勝田主計あるいは結城豊太郎
- 司法大臣 光行次郎
- （不詳） 北一輝
- 内閣書記官長 西田税

推理作家の松本清張は「昭和史発掘」で
「26日午前中までの真崎は、もとより内閣首班を引き受けるつもりだった。彼はその意志を加藤寛治とともに自ら伏見宮軍令部総長に告げ、伏見宮より天皇を動かそうとした形跡がある。真崎はその日の早朝自宅を出るときから、いつでも大命降下のために拝謁できるよう勲一等の略綬を佩用していた。（略）真崎は宮中の形勢不利とみるやにわかに態度を変え、軍事参議官一同の賛成（荒木が積極、他は消極的ながら）と決行部隊幹部全員の推薦を受けても、首班に就くのを断わった。この時の真崎は、いかにして決行将校らから上手に離脱するかに苦闘していた。」
と主張している。
磯部は、5月5日の第5回公判で「私は真崎大将に会って直接行動をやる様に煽動されたとは思いません」と述べ、5月6日の第6回公判で、「特に真崎大将を首班とする内閣という要求をしたことはありません。ただ、私が心中で真崎内閣が適任であると思っただけであります」と述べている。また村中は「続丹心録」の中で、真崎内閣説の如きは吾人の挙を予知せる山口大尉、亀川氏らの自発的奔走にして、吾人と何ら関係なく行われたるもの、と述べている。
『二・二六事件』で真崎黒幕説を唱えた高橋正衛は、1989年2月22日、その説に異を唱える山口富永に対し、末松太平の立ち会いのもとで、「真崎組閣の件は推察で、事実ではない、あやまります」と言った。
青年将校は相沢裁判を通じて、相沢三郎を救うことに全力を挙げていたのに、突然それを苦境に陥れるような方針に転じたのは、二・二六事件により相沢を救いだせると、何人かに錯覚に陥れられたのではないかと考えられること、西園寺公が事件を予知して静岡に避けていたこと、二・二六事件は持永浅治少将の言によれば、思想、計画ともに十月事件そのままであり、十月事件の幕僚が関与している可能性のあること、2月26日の昼ごろ、大阪や小倉などで「背後に真崎あり」というビラがばらまかれ、準備周到なることから幕僚派の計画であると考えられること、磯部浅一との法廷の対決において、磯部が真崎に彼らの術中に落ちたと言い、追求しようとすると、沢田法務官がすぐに磯部を外に連れ出したことを、真崎は述べている。また、小川関治郎法務官は湯浅倉平内大臣らの意向を受けて、真崎を有罪にしたら法務局長を約束されたため、極力故意に罪に陥れるべく訊問したこと、小川が磯村年裁判長に対して、真崎を有罪にすれば得することを不用意に口走り、磯村は大いに怒り裁判長を辞すと申し出たため、陸軍省が狼狽し、杉山元の仲裁で、要領の得ない判決文で折り合うことになったことも述べている。
1936年12月21日、匂坂法務官は真崎大将に関する意見書、起訴案と不起訴案の二案を出した。
| 刑   | 罪名         | 階級 | 氏名       | 職名       | 陸士期 |
| ---- | ------------ | ---- | ---------- | ---------- | ------ |
| 無罪 | 叛乱者を利す | 大将 | 真崎甚三郎 | 軍事参議官 | 9期    |

### その他判決
| 刑       | 罪名 | 階級           | 氏名       | 所属部隊    | 年齢 |
| -------- | ---- | -------------- | ---------- | ----------- | ---- |
| 死刑     |      |                | 水上源一   |             | 27歳 |
| 禁錮15年 |      | 予備歩兵曹長   | 中島清治   |             | 28歳 |
| 禁錮15年 |      | 予備歩兵曹長   | 宮田晃     |             | 27歳 |
| 禁錮15年 |      | 軍曹           | 宇治野時参 | 歩兵第1連隊 | 24歳 |
| 禁錮15年 |      | 予備歩兵上等兵 | 黒田昶     |             | 25歳 |
| 禁錮15年 |      | 一等兵         | 黒沢鶴一   | 歩兵第1連隊 | 21歳 |
| 禁錮15年 |      |                | 綿引正三   |             | 22歳 |
| 禁錮10年 |      | 予備歩兵少尉   | 山本又     |             | 42歳 |

水上源一は、河野大尉と共に湯河原での牧野伸顕襲撃に加わったメンバーで、一連の事件に直接関わった民間人で唯一死刑に処せられた（1936年7月12日処刑）。

### 刑の執行

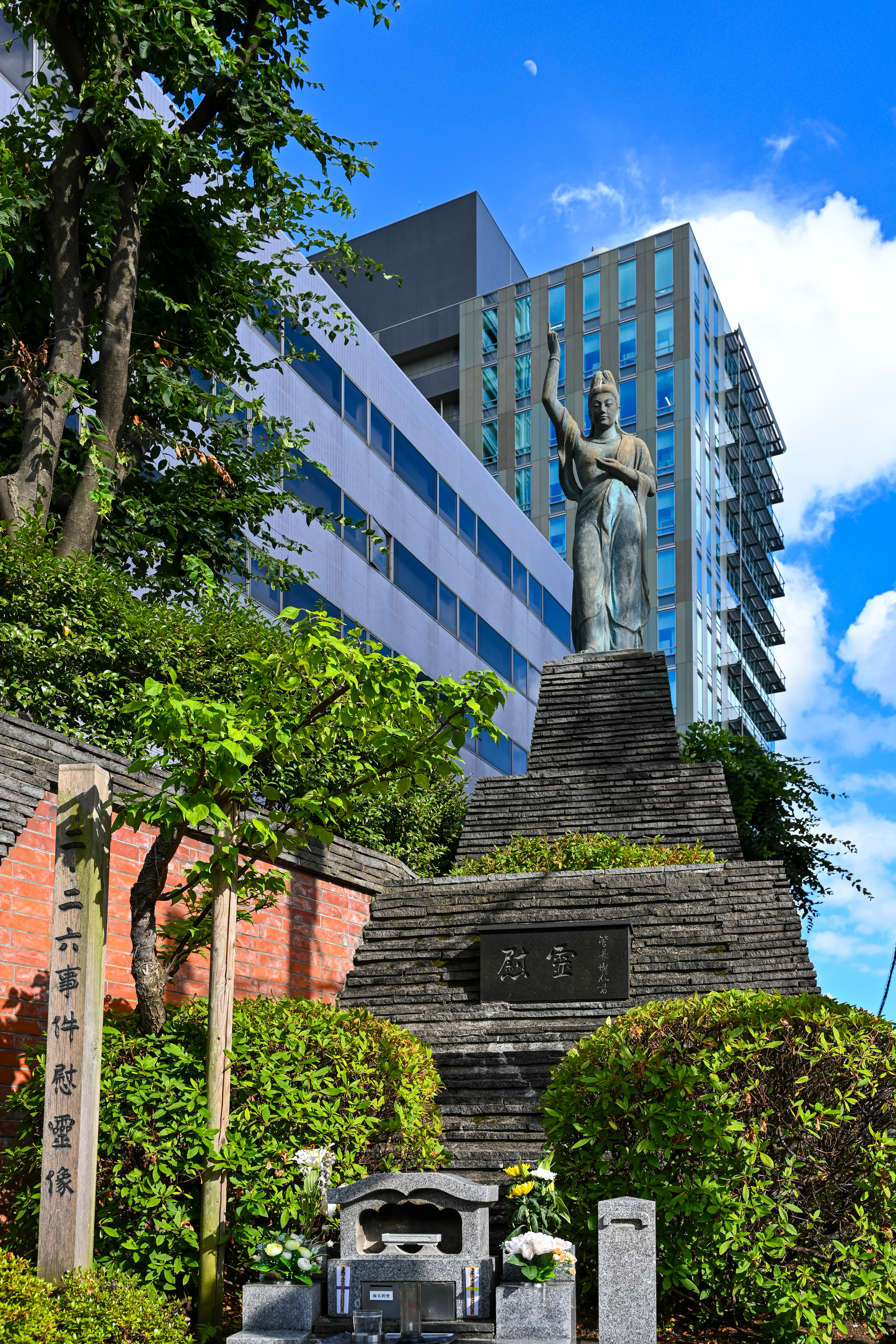
二・二六事件慰霊碑（東京都渋谷区宇田川町1-1）、2022年7月撮影

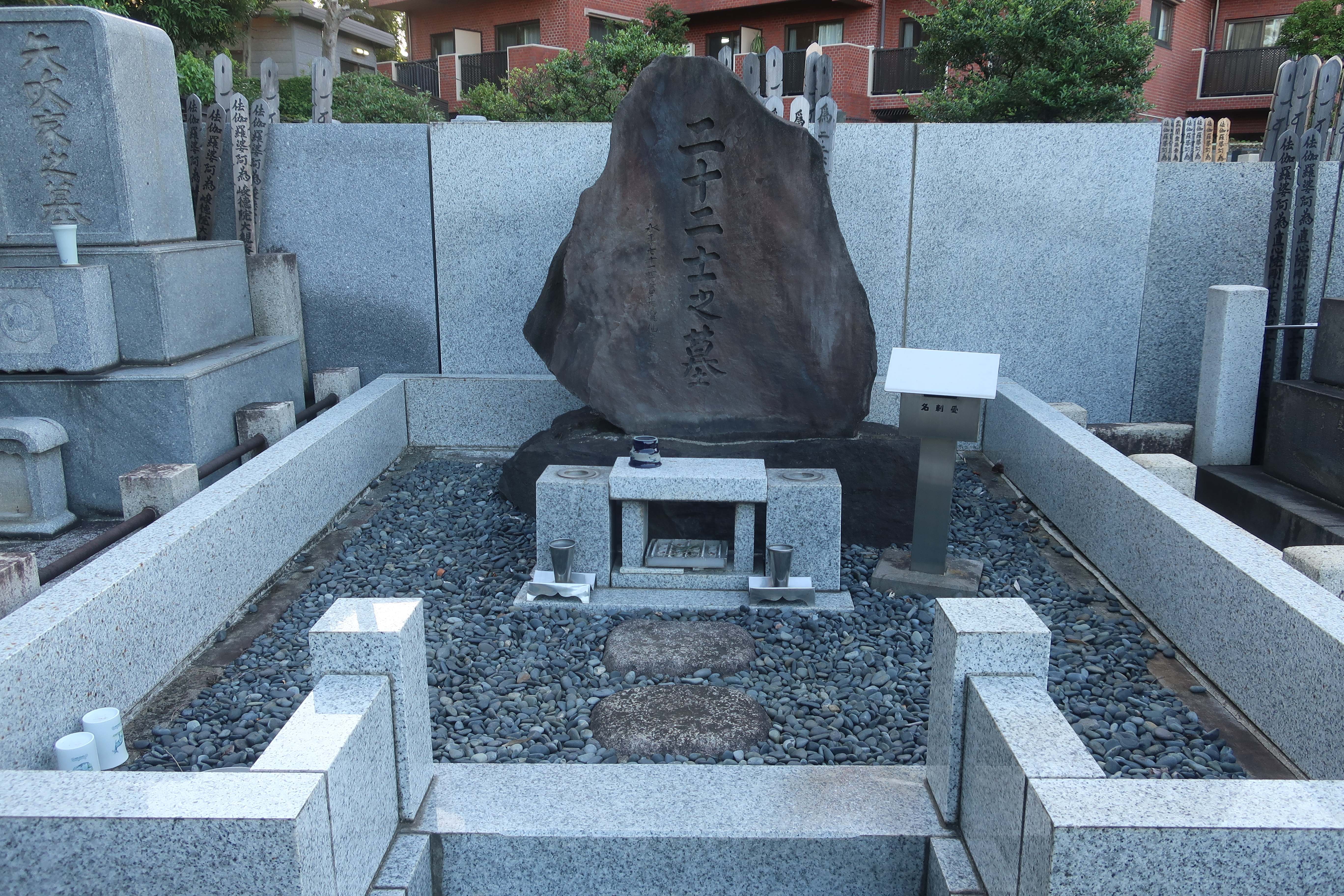
二十二士之墓（賢崇寺）

1936年7月12日の刑の執行では首謀者である青年将校・民間人15名の処刑場、旧東京陸軍刑務所敷地にて15人を5人ずつ3組に分けて行われ、受刑者1人に正副2人の射手によって刑が執行された。当日、刑場の隣にあった代々木練兵場では刑の執行の少し前から、小部隊が演習を行ったが、これは処刑時の発砲音が外部に知られないようにする為だったという。
青年将校の多くは、天皇陛下万歳と三唱して処刑されたと伝えられる。ただ、磯部浅一のみは激しく昭和天皇のとった態度を痛罵する手記を残している。また、北一輝は西田税から我々も天皇陛下万歳を三唱しますかと聞かれたとき、断っている。昭和天皇自身は、「青年将校は私をかつぐが私の真意を少しも尊重しない」とし、青年将校らの目的があくまで平等主義に比重を置いた青年将校らの理念やその理想政治の実現であり、天皇自身の利益には必ずしも合致しないことを理解し、また、青年将校らが秩父宮を即位させることを狙っているのではないかと疑っていた。
二・二六事件の死没者を慰霊する碑が、東京都渋谷区宇田川町（神南隣）にある。旧東京陸軍刑務所敷地跡に立てられた渋谷合同庁舎の敷地の北西角に立つ観音像（昭和40年2月26日建立 東京都渋谷区宇田川町1-1）がそれである。17名の遺体は郷里に引き取られたが、磯部のみが本人の遺志により荒川区南千住の回向院に葬られている。またこれとは別に、港区元麻布の賢崇寺内に墓碑があり、毎年2月26日・7月12日に合同慰霊祭が行われている。

## 事件当時の政界・軍部の首脳等

### 皇族
- 秩父宮雍仁親王：歩兵第31連隊第3大隊長（陸軍歩兵少佐、陸士34期）
- 高松宮宣仁親王：海軍大学校甲種学生（海軍少佐、海兵52期）
- 三笠宮崇仁親王：陸軍士官学校生徒（士官候補生、陸士48期騎兵科）
- 閑院宮載仁親王：参謀総長（元帥陸軍大将）
- 伏見宮博恭王：軍令部総長（元帥海軍大将）
- 山階宮武彦王：（予備海軍少佐）
- 賀陽宮恒憲王：騎兵第10連隊長（陸軍騎兵中佐、陸士32期）
- 久邇宮朝融王：軍令部員（海軍少佐、海兵49期）
- 多嘉王：神宮祭主
- 梨本宮守正王：（元帥陸軍大将、陸士7期）
- 朝香宮鳩彦王：軍事参議官（陸軍中将、陸士20期）
- 朝香宮孚彦王：歩兵第1連隊附（陸軍歩兵中尉、陸士45期）
- 東久邇宮稔彦王：軍事参議官（陸軍中将、陸士20期）
- 北白川宮永久王：近衛野砲兵連隊附（陸軍砲兵中尉、陸士43期）
- 竹田宮恒徳王：騎兵第1連隊附（陸軍騎兵少尉、陸士42期）
- 閑院宮春仁王：陸軍騎兵学校教官（陸軍騎兵大尉、陸士34期）

### 内閣（閣僚）
- 内閣総理大臣：岡田啓介
- 外務大臣：広田弘毅
- 内務大臣：後藤文夫
- 大蔵大臣：高橋是清
- 陸軍大臣：川島義之
- 海軍大臣：大角岑生
- 司法大臣：小原直
- 文部大臣：川崎卓吉
- 農林大臣：山崎達之輔
- 商工大臣：町田忠治
- 逓信大臣：望月圭介
- 鉄道大臣：内田信也
- 拓務大臣：児玉秀雄（伯爵）

### 内閣（その他）
- 内閣書記官長：白根竹介
- 法制局長官：大橋八郎
- 内閣総理大臣秘書官：松尾伝蔵（退役陸軍歩兵大佐、陸士5期）
- 内閣総理大臣秘書官：迫水久常
- 内閣総理大臣秘書官：福田耕

### 内務省
- 内務大臣：後藤文夫
- 警保局長：唐沢俊樹
- 警視総監：小栗一雄
- 警視庁特高部長：安倍源基

### 陸軍

#### 陸軍省
- 陸軍大臣：川島義之（陸軍大将、陸士10期）
- 陸軍次官：古荘幹郎（陸軍中将、陸士14期）
- 軍務局長：今井清（陸軍中将、陸士15期）
  - 軍事課長：村上啓作（陸軍歩兵大佐、陸士22期）
- 人事局長：後宮淳（陸軍少将、陸士17期）
- 兵器局長：多田礼吉（陸軍少将、陸士15期）
- 整備局長：山脇正隆（陸軍少将、陸士18期）
- 経理局長：平手勘次郎
- 医務局長：小泉親彦
- 法務局長：大山文雄

#### 参謀本部
- 参謀総長：閑院宮載仁親王
- 参謀次長：杉山元（陸軍中将、陸士12期）
  - 第一部第二課長（作戦）：石原莞爾（陸軍歩兵大佐、陸士21期）
  - 部員（作戦班長）：岡本清福（陸軍砲兵中佐、陸士27期）

#### 官衙・部隊等
- 東京警備司令官兼東部防衛司令官：香椎浩平（陸軍中将、陸士12期）
- 東京警備参謀長兼東部防衛参謀長：安井藤治（陸軍少将、陸士18期首席）
- 近衛師団長：橋本虎之助（陸軍中将、陸士14期）
- 第1師団長：堀丈夫（陸軍中将、陸士13期）
- 歩兵第1連隊長：小藤恵（陸軍歩兵大佐、陸士20期）
- 歩兵第3連隊長：渋谷三郎（陸軍歩兵大佐、陸士18期）
- 憲兵司令官：岩佐禄郎（陸軍中将、陸士15期）

### 海軍
- 軍令部総長：伏見宮博恭王（元帥海軍大将）
- 軍令部次長：嶋田繁太郎（海軍中将、海兵32期）
- 第一部長（作戦）：近藤信竹（海軍少将、海兵35期首席）
  - 第一部第一課長（作戦）：福留繁（海軍大佐、海兵40期）
  - 部員（作戦班長）：中澤佑（海軍中佐、海兵43期）
  - 部員：岡田為次（海軍中佐、海兵45期）
- 海軍大臣：大角岑生（海軍大将、海兵24期）
- 海軍次官：長谷川清（海軍中将、海兵31期）
- 軍務局長：豊田副武（海軍中将、海兵33期）
  - 軍務局第一課長（軍務）：保科善四郎（海軍大佐、海兵41期）
- 軍需局長：上田宗重（海軍中将、海機13期）
- 人事局長：小林宗之助（海軍少将、海兵35期）
- 教育局長：住山徳太郎（海軍少将、海兵34期）
- 経理局長：村上春一（主計中将）
- 軍医局長：高杉新一郎（軍医中将）
- 法務局長：山田三郎（法務官）
- 聯合艦隊司令長官兼第一艦隊司令長官：高橋三吉（海軍中将、海兵29期）
- 聯合艦隊参謀長兼第一艦隊参謀長：野村直邦（海軍少将、海兵35期）
  - 聯合艦隊参謀兼第一艦隊参謀：宇垣纏（海軍大佐、海兵40期）
  - 聯合艦隊参謀兼第一艦隊参謀：朝倉豊次（海軍中佐、海兵44期）
  - 聯合艦隊参謀兼第一艦隊参謀：早川幹夫（海軍中佐、海兵44期）
- 戦艦「扶桑」艦長：草鹿任一（海軍大佐、海兵37期）
  - 戦艦「扶桑」砲術長：猪口敏平（海軍中佐、海兵46期）
- 戦艦「榛名」艦長：小澤治三郎（海軍大佐、海兵37期）
- 第七戦隊司令官：古賀峯一（海軍少将、海兵34期）
  - 第七戦隊参謀：富岡定俊（海軍中佐、海兵45期）
- 横須賀鎮守府司令長官：米内光政（海軍中将、海兵29期）
- 横須賀鎮守府参謀長：井上成美（海軍少将、海兵37期）

### 政界
- 貴族院議長：近衛文麿（公爵）
- 立憲政友会総裁：鈴木喜三郎
- 立憲民政党総裁：町田忠治

### その他
- 元老：西園寺公望（公爵）
- 枢密院議長：一木喜徳郎（男爵）
- 内大臣：斎藤實（海軍大将）
- 宮内大臣：湯浅倉平
- 侍従長：鈴木貫太郎（海軍大将）
- 侍従次長：広幡忠隆
- 侍従武官長：本庄繁（陸軍大将）
- 検事総長：光行次郎

## 事件後に自殺した軍関係者（決起者以外）
1936年（昭和11年）2月29日朝、近衛輜重兵大隊の青島健吉輜重兵中尉が自宅にて、軍刀で腹一文字に切腹し喉を突いて自死しているのが発見された。妻も後を追って、腰に毛布を巻いて日本刀で喉を突き、一緒に自刃していた。
2月29日朝、歩兵第1連隊の岡沢兼吉軍曹が麻布区市兵衛町の民家の土間で拳銃自殺。
3月2日、東京憲兵隊麹町憲兵分隊の田辺正三憲兵上等兵が、同分隊内で拳銃自殺。
3月16日、電信第1連隊の稲葉五郎軍曹が、同連隊内で騎銃で胸部を撃った。
10月18日、三月事件や十月事件にも関与した田中彌歩兵大尉（陸士第33期首席）が世田谷の自宅で拳銃自殺した。遺書はなく、翌10月19日「二・二六事件に関連し起訴中の参謀本部付陸軍歩兵大尉田中彌は10月18日正午ごろ自宅において自決せり」と陸軍省から発表された。田中大尉は「帝都における決行を援け、昭和維新に邁進する方針なり」と各方面に打電し、橋本欣五郎、石原莞爾、満井佐吉らの帝国ホテルでの画策にも係わっていた。田中大尉は十月事件以来、橋本欣五郎の腹心の一人であった事件の起こる直前に全国の同志に向かって決起要請の電報を発送しようとしたが、中央郵便局で怪しまれて、大量の電報が差し押さえられた。その事実が裁判で明るみに出そうになったので、田中大尉は一切の責任を自分一人で負って自殺し、その背後関係は闇に葬られた。
歩兵第61連隊中隊長であった大岸頼好大尉は直接事件に関係ないにもかかわらず、その指導力を恐れられて、予備役に編入された。部下の小隊長をしていた後宮二郎少尉（陸士第48期）は、父である陸軍省人事局長後宮淳少将（のち大将）が下したその処分を不当として、自殺した。なお、同少尉の自殺動機については、死亡前日の式典での軍人勅諭奉読中に読み間違いをし、歩兵第61聯隊内で拳銃自殺したとの説もあり、現在でも真相は不明である。

## 昭和天皇に与えた影響
二・二六事件の蹶起当初は、陸軍上層部の一部にも蹶起の趣旨に賛同し青年将校らの「昭和維新」を助けようとする動きもあったと言われている。たとえば、蹶起当日の2月26日に出された陸軍大臣告示では、青年将校らの真情を認める記述もあり、全般的に蹶起部隊に相当に甘い内容であった。2月28日に決起部隊の討伐を命ずる奉勅命令を受け取った戒厳司令官の香椎浩平中将も、蹶起将校たちに同情的で、何とか彼らの望んでいる昭和維新をやり遂げさせたいと考えており、すぐには実力行使に出なかった。しかし、実際には「同志」の間柄の人々ですら地方から駆けつけてくるようなことは無かったため、革新勢力の間でもこの蹶起がよく思われていなかったフシがあり、また陸軍大臣らの行動も、単に事態を丸く収めようとしただけであり、反乱に同調していたわけでは無かったと考えられる。
「事件経過」の項で述べられた通り、本庄侍従武官長は何度も蹶起将校らの真情を上奏した。このように、日本軍の上層部も含めて「昭和維新」を助けようとする動きは多くあった。しかしながら、これらは全て昭和天皇の強い意志により拒絶され、結果として蹶起は鎮圧される方向に向かったのである。青年将校らは、君側の奸を排除すれば、天皇が正しい政治をして民衆を救ってくださると信じていたが、その思惑は外れたのである。
これについて、蹶起将校の一人である磯部浅一は、事件後の獄中手記の中で、昭和天皇について次のように書いている。「陛下が私共の挙を御きき遊ばして、『日本もロシアの様になりましたね』と云うことを側近に云われたとのことを耳にして、私は数日間狂いました。『日本もロシアの様になりましたね』とは将して如何なる御聖旨か俄かにはわかりかねますが、何でもウワサによると、青年将校の思想行動が、ロシア革命当時のそれであると云う意味らしいとのことをソク聞した時には、神も仏もないものかと思い、神仏を恨みました」。ロシア革命は1917年（大正7年）、二・二六事件の19年前にあたり、昭和天皇が16歳の時に起こった事件である。ロシア革命の最終段階では軍が反乱に協力し、ロシア帝国最後の皇帝ニコライ2世は、一家ともども虐殺された。昭和天皇が「日本もロシアの様になりましたね」と言ったとすれば、皇室がロシア王家と同じ運命を辿ることを危惧していたのを考えられる。
もともと大日本帝国憲法下では、天皇は輔弼する国務大臣の副署なくして国策を決定できない仕組みになっており、昭和天皇も幼少時から「君臨すれども統治せず」の君主像を叩き込まれていた（張作霖爆殺事件の処理に関して、内閣総理大臣田中義一を叱責・退陣させて以降は、その傾向がさらに強まった）。二・二六事件は首相不在、侍従長不在、内大臣不在の中で起こったもので、天皇自らが善後策を講じなければならない初めての事例となった。戦後に昭和天皇は自らの治世を振り返り、立憲主義の枠組みを超えて行動せざるを得なかった例外として、この二・二六事件と終戦時の御前会議の2つを挙げている（なお偶然ながら、どちらの件も鈴木貫太郎が関わっている）。

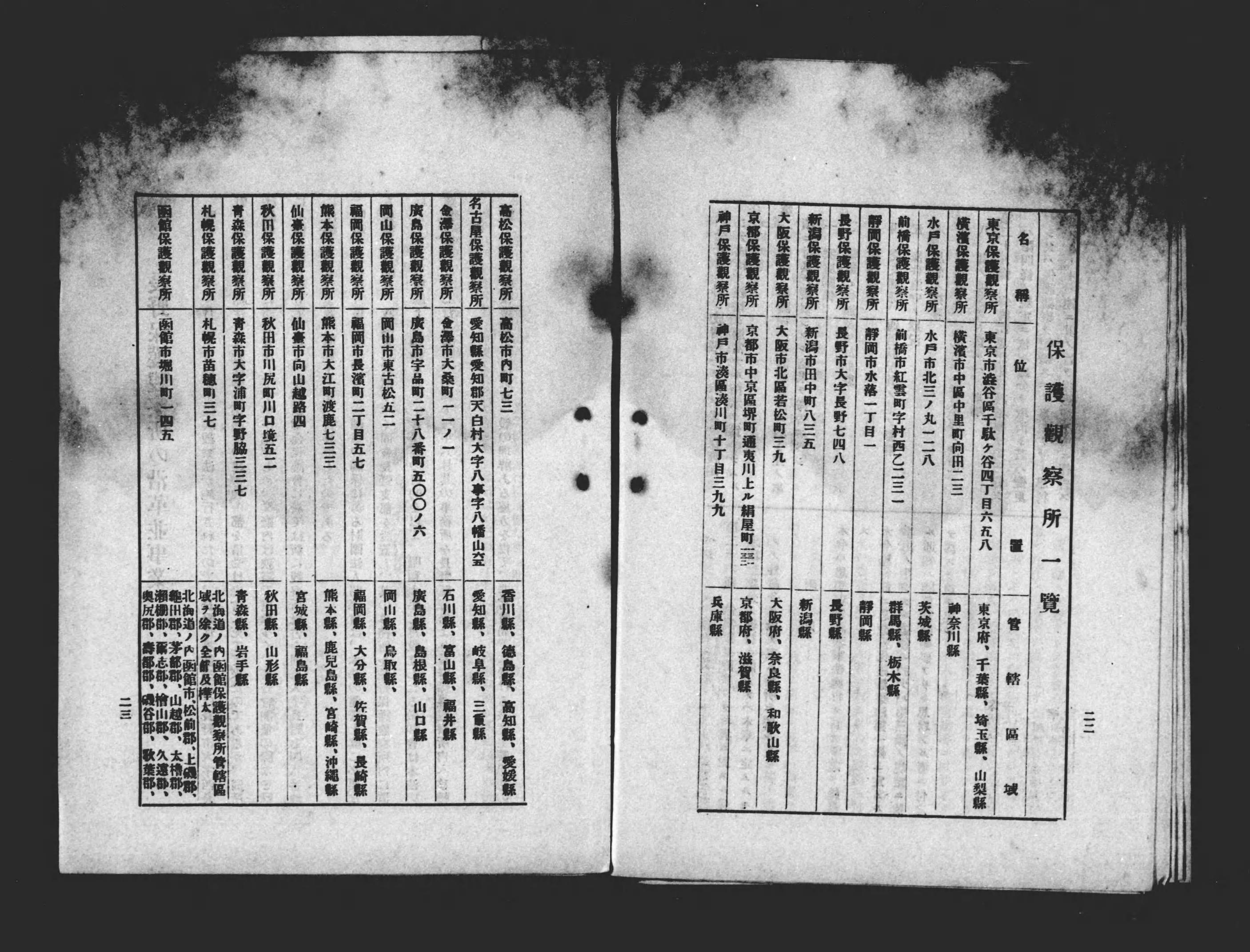
思想犯保護観察法に基づき設置された思想犯保護観察所の一覧。

それでも、この事件に対する昭和天皇の衝撃とトラウマは深かったようで、事件41周年の1977年（昭和52年）2月26日に、就寝前に側近の卜部亮吾に「治安は何もないか」と尋ねていた。また、1981年1月17日に現在の警視庁本部庁舎を視察した際に、今泉正隆警視総監に「色々な重要な施設等暴漢例えば、2・26の如き折、充分防護は考えていようね」と訊ねている。

## 思想犯保護観察所の設置
岡田内閣総辞職の後の5月、廣田内閣は思想犯保護観察法（昭和11年5月29日法律第29号）を成立させ全国に思想犯保護観察所を設置。

## 財界の動き
財界首脳は、以後、統制経済による総力戦体制の構築が不可避であることを認識し、陸軍中央と積極的に結合、「軍財抱合（抱合財政とも）」体制がもたらされる。事件の翌年の1937年（昭和12年）、林銑十郎内閣のもとで財界出身の結城豊太郎蔵相は、軍部と財閥の利害を調整し、立ち遅れていた重化学工業の発達を促すことにより、軍需生産力の拡充を図った。軍部と財界の協力は、その後の戦時体制下の軍需産業拡大へいたるきっかけとなった。

## GHQによる調査
1945年（昭和20年）12月14日、連合国軍最高司令官総司令部は日本政府に対し二・二六事件をはじめとした、1932年（昭和7年）から1940年（昭和15年）までに発生したテロ事件に係る文書（警察記録、公判記録などいっさいの記録文書）の提出を命令した。提出命令に先立ち、同年12月6日までにA級戦犯容疑者の逮捕命令が出されていた。

## 題材にした作品

### 小説
- 叛乱（1952年、立野信之）
- 貴族の階段（1959年、武田泰淳）
- 憂國（1961年、三島由紀夫）
- いやな感じ（1963年、高見順）
- 宴（1965年、利根川裕）
- 英霊の聲（1966年、三島由紀夫）
- けんかえれじい（1966年、鈴木隆）
- 落日の門（1993年、連城三紀彦）
- 蒲生邸事件（1994年 - 1995年、宮部みゆき）
- 邪神たちの2・26（1994年、田中文雄）
- 陛下（1996年、久世光彦）
- ねじの回転（2002年、恩田陸）
- 鷺と雪（2008年、北村薫）

### 戯曲
- 叛乱（1953年、田中千禾夫）- 立野信之の同名小説を脚色、新国劇が明治座にて上演。
- 十日の菊（1961年、三島由紀夫）
- 貴族の階段（1984年、田中千禾夫）- 武田泰淳の同名小説を戯曲化。

### 映画
- 叛乱（1954年、新東宝）- 立野信之の同名小説の映画化。脚本は菊島隆三。
- 重臣と青年将校 陸海軍流血史（1958年、新東宝）※ビデオ題：陸海軍流血史 五・一五から二・二六へ
- 貴族の階段（1959年、大映）- 武田泰淳の同名小説を映画化。
- 二・二六事件 脱出（1962年、東映）
- 銃殺 2.26の叛乱（1964年、東映）- 立野信之の小説『叛乱』の映画化。
- 憂國（1966年、ATG）- 三島由紀夫の同名小説の映画化。
- けんかえれじい（1966年、日活）
- 宴（1967年、松竹）- 利根川裕の同名小説の映画化。
- 日本暗殺秘録（1969年、東映）
- 激動の昭和史 軍閥（1970年、東宝）
- 戦争と人間 第二部 愛と悲しみの山河（1971年、日活）
- 戒厳令（1973年、現代映画社 / ATG）
- 動乱（1980年、東映 / シナノ企画）
- 226（1989年、フィーチャーフィルムエンタープライズ）
- 斬殺せよ 切なきもの、それは愛（1990年、サムエンタープライズグループ）
- スパイ・ゾルゲ（2003年、「スパイ・ゾルゲ」製作委員会）

### テレビドラマ
- 宴（1966年11月4日-1967年1月27日、日本テレビ）- 利根川裕の同名小説のドラマ化。
- ドキュメンタリードラマ 二・二六事件 目撃者の証言（1976年3月7日、日本テレビ）[156]
- 妻たちの二・二六事件（1976年10月28日-11月25日、NHK「ドラマ人間模様」）[157]
- 熱い嵐（1979年2月26日、TBS）
- 山河燃ゆ（1984年、NHK大河ドラマ）
- 澪つくし（1985年、連続テレビ小説）
- 密愛 2.26に散った恋（1991年2月20日、日本テレビ「水曜グランドロマン」）[158]
- 蒲生邸事件（1998年11月26日、NHK BS9）- 宮部みゆきの同名小説のドラマ化。
- 経世済民の男 高橋是清（2015年、NHK）
- いだてん〜東京オリムピック噺〜（2019年、NHK大河ドラマ）

### ドキュメンタリー
- NHK特集「戒厳指令「交信ヲ傍受セヨ」[159]（1979年、NHK）
- NHK特集「二・二六事件 消された真実〜陸軍軍法会議秘録」[160]（1988年、NHK）
- その時歴史が動いた「シリーズ二・二六事件」（全二回）（2001年2月14日・21日、NHK）
  - 前編「謎の「大臣告示」」
  - 後編「東京陸軍軍法会議 〜もう一つの二・二六事件〜」
- BS歴史館「徹底検証 二・二六事件～日本をどう変えたのか？～」（2013年2月21日、NHK BSプレミアム）
- 歴史秘話ヒストリア「二・二六事件 奇跡の脱出劇」（2016年2月24日、NHK総合テレビジョン）
- NHKスペシャル「全貌 二・二六事件 ～最高機密文書で迫る～」（2019年8月15日、NHK総合テレビジョン）[161][162]

### バレエ
- M（1993年、音楽黛敏郎、振付モーリス・ベジャール）

### 漫画
- 血染めの紋章（1972年、原作：かわぐちかいじ 芳文社）[163]
- 哀国戦争（1980年代、原作：小池一夫、画：伊賀和洋 小池書院）[164]
- 龍-RON-（1990年、原作：村上もとか 小学館）
- 叛乱! 二・二六事件[165]（監修：石橋恒喜、脚本：久保田千太郎、作画：貝塚ひろし （1990年 - 1991年、小学館）[166] [167][168]（2008年、宙出版）[169] （2019年、ゴマブックス）[170][171]
- テンペスト (1993年、原作：庄司陽子　講談社)[172]
- 夜叉鴉（1994年、原作：荻野真 集英社）
- 二・二六事件 雪降リ止マズ（1995年、監修：池田俊彦、作画：折目朋美 双流社）[173]
- 神軍のカデット（2016年、川端新 小学館）[174]
- 昭和天皇物語（2017年、原作：半藤一利『昭和史』、脚本：永福一成、監修：志波秀宇、作画：能條純一 小学館）

### 楽曲
- 日本政変・雪ノサムライ（作詞・作曲・歌：山本正之）[175]
- 二月二十六日のタンゴ （作曲：TSUMUZI）

### アニメ
- 閃光のナイトレイド（TV未放送分）

### ノンフィクション
- 昭和史発掘（1965年、松本清張）[176]
- 妻たちの二・二六事件（1986年、澤地久枝）[177]
- 雪はよごれていた―昭和史の謎　二・二六事件最後の秘録（1988年、澤地久枝）[178]